# Église Saint-Pierre des Chartreux de Toulouse
Ne doit pas être confondu avec Église Saint-Pierre-des-Cuisines.
L'église Saint-Pierre des Chartreux est une église toulousaine située rue Valade, près de la place Saint-Pierre. Elle doit son nom à la communauté monastique des Chartreux qui l'édifia au début du XVIIe siècle.

## Histoire

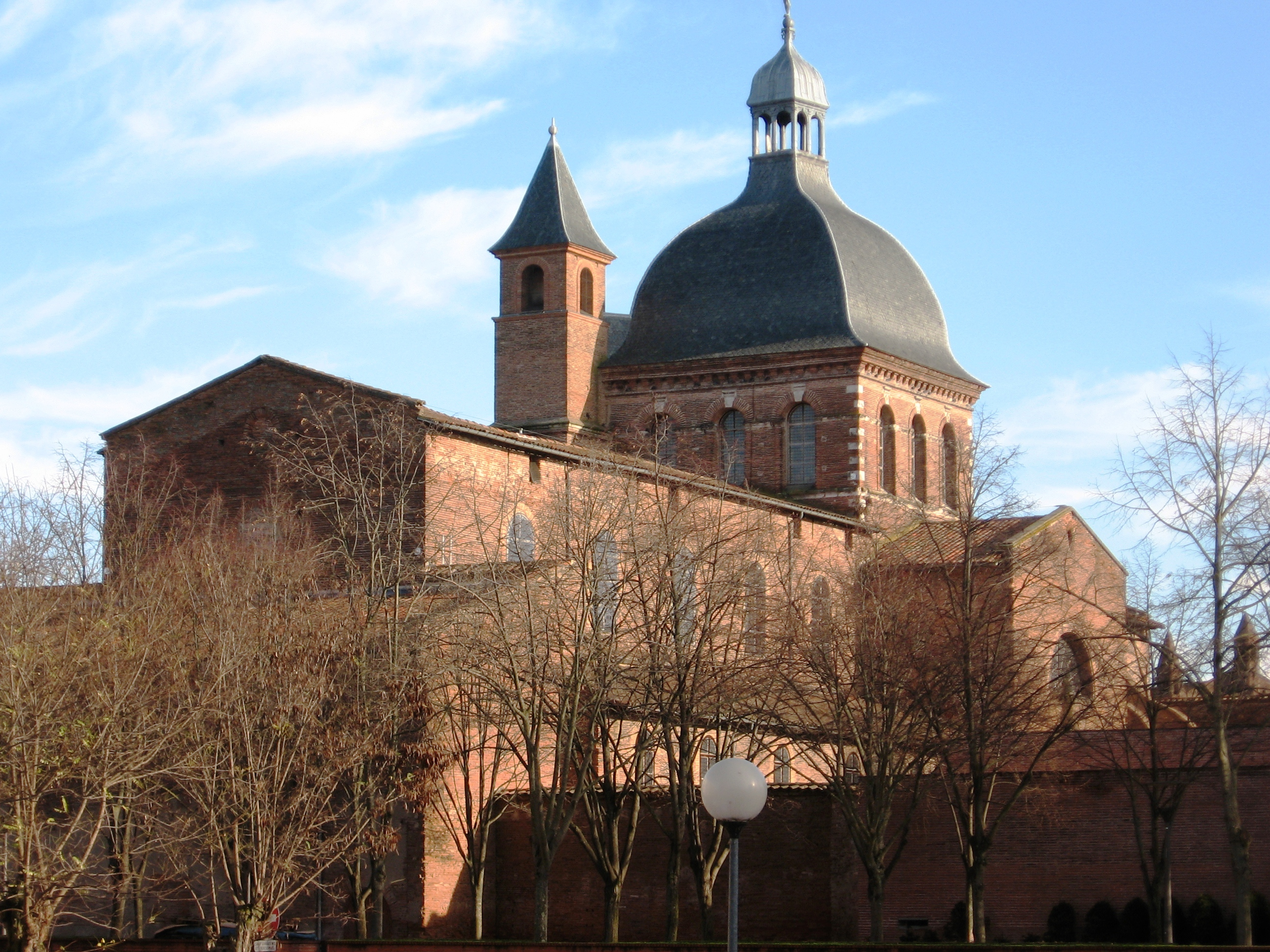
Vue extérieure de l'église.

La chartreuse de Toulouse est un cas particulier car cet ordre monastique ne s'installait généralement pas dans les villes et n'ouvrait pas ses portes aux laïcs. 
Chassés de la chartreuse Notre-Dame de Bellevue de Saïx (près de Castres) par les protestants, les Chartreux se réfugient dans Toulouse à la toute fin du XVIe siècle. Dans ce contexte des guerres de Religion, Toulouse est en effet une place forte catholique dans un environnement régional globalement acquis au protestantisme.
Complètement démunis, les Chartreux doivent demander l'asile aux capitouls et un soutien financier aux Toulousains pour la construction des bâtiments. Les mécènes obtiennent en échange un droit d'accès à l'église pour y célébrer des offices.
La construction de l'église des frères Chartreux débute en 1602, ils décident de construire un monastère à l'abri des murs de Toulouse. Après la chute du premier dôme en 1609, l'édifice est surélevé. L'église est consacrée par le cardinal François de Sourdis le 20 mai 1612. 
En 1780 les Chartreux renouvellent le décor du transept qui présentait jusque là un plafond peint à fresque. Un nouveau maître-autel est également commandé.
Après la Révolution, les moines sont chassés et le couvent est transformé en arsenal. Il n'en subsiste plus aujourd'hui que l'église, l'ancienne pharmacie, des éléments de l'hôtellerie (dont un remarquable corridor extérieur en brique) et une partie du cloître.
En 2001, l'onde de choc causée par l'explosion de l'usine AZF, dans le sud de l'agglomération, ébranle les murs de l'église, ce qui oblige à la réalisation de travaux de renforcement. Quelques fissures superficielles dues à cet épisode sont encore visibles.
En septembre 2007, la paroisse Saint-Pierre est englobée dans l'ensemble paroissial de Saint-Sernin, et l'église Saint-Pierre devient le siège de la paroisse étudiante de Toulouse (paroisse personnelle, non territoriale).

## Dédicace
L'église fut tout d'abord dédiée à la Vierge et à saint Paul de Thèbes, l'un des premiers ermites, figure importante pour les moines chartreux.
Après la révolution, l'église Saint-Pierre des Cuisines ayant été réquisitionnée comme arsenal, la paroisse y est transférée. Cette église prend donc le vocable de Saint Pierre en 1792.

## Éléments d'architecture
Le portail a été sculpté en 1613 par Antoine Bachelier, fils de Nicolas Bachelier. Il donne non pas directement sur l'église mais sur un grand hall (appelé « atrium »), autrefois espace tampon entre la rue et le couvent. Il est le siège du monument aux morts de la paroisse. Aujourd'hui l'atrium accueille des activités de la paroisse : concerts, conférences, expositions, etc.
Du fait de l'obligation d'accueillir du public, inhabituelle pour les Chartreux qui forment une communauté retirée du monde, le grand vaisseau central de l'église possède la particularité d'être divisé en deux parties. Elles sont séparées par un maître-autel biface. On trouve d'un côté la nef dite « des fidèles », accessible à tous, et de l'autre côté le chœur, appelé improprement « nef des moines », autrefois réservé aux religieux. L'importance donnée à la nef des fidèles dans l'église pourrait également être un geste de remerciement des Chartreux envers les Toulousains qui auraient soutenu les pères dans une dispute avec le corps de ville sur une question fiscale.

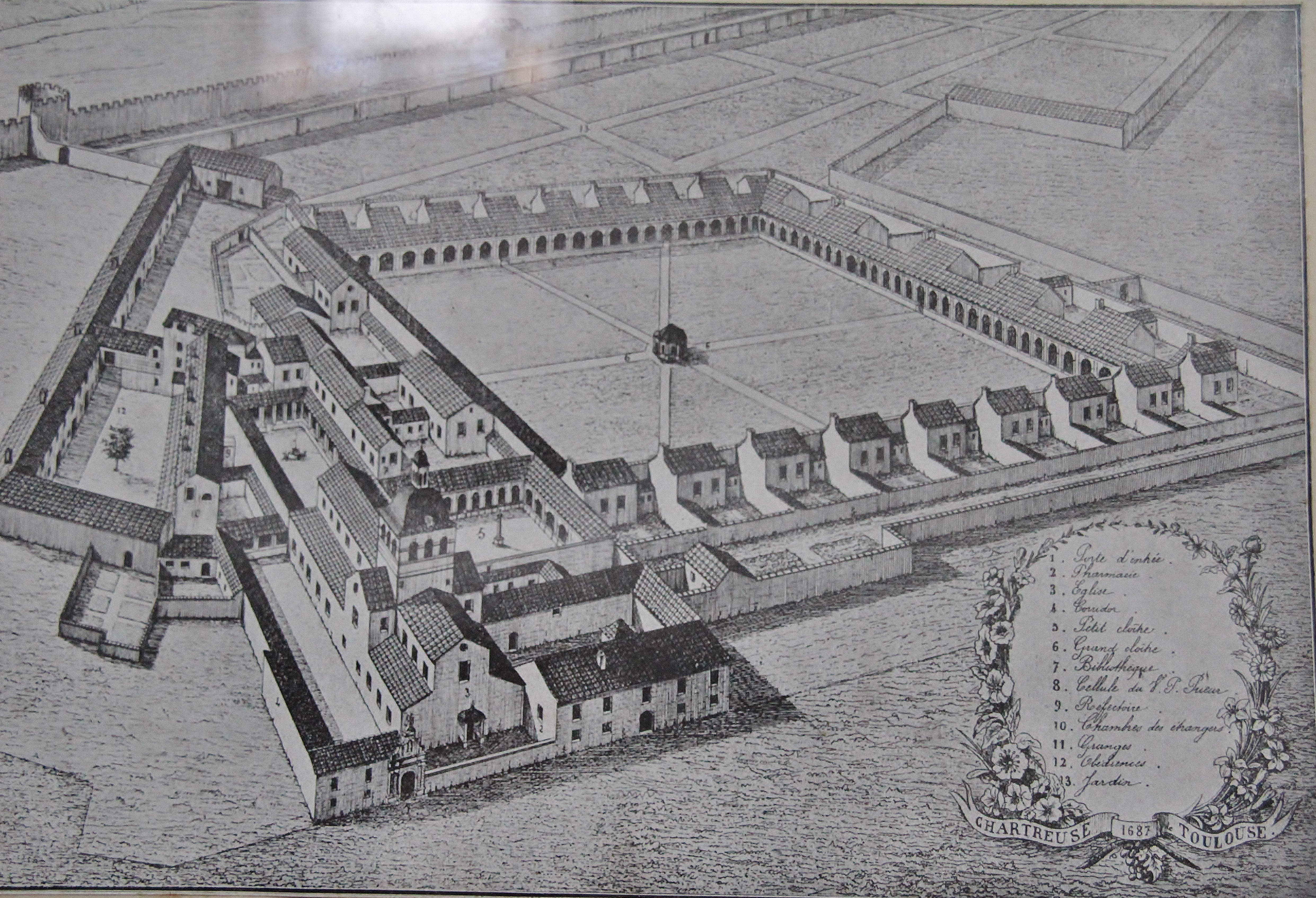
Gravure du monastère et de son cloître en 1687 (présentée dans l'atrium)
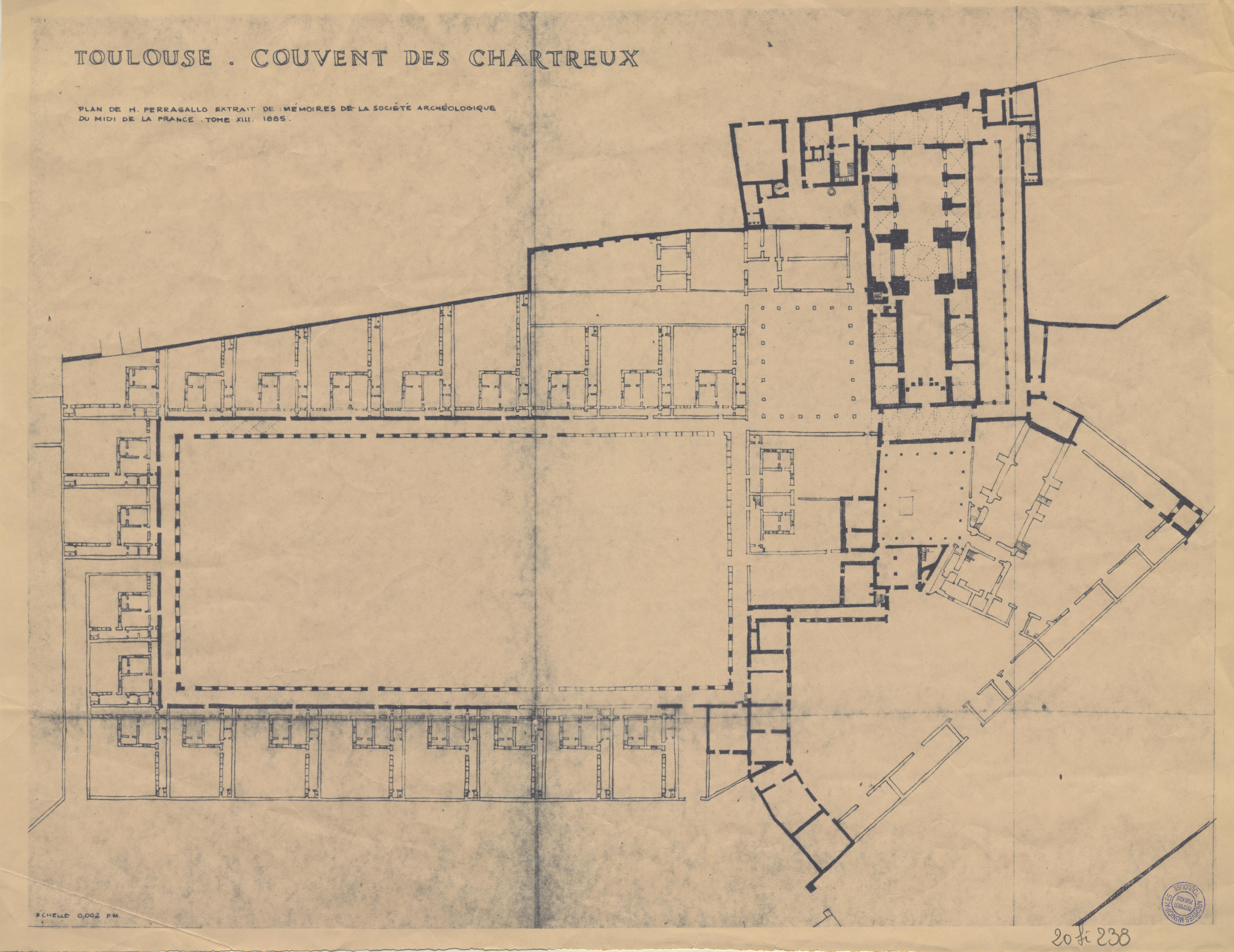
Plan du monastère en 1885
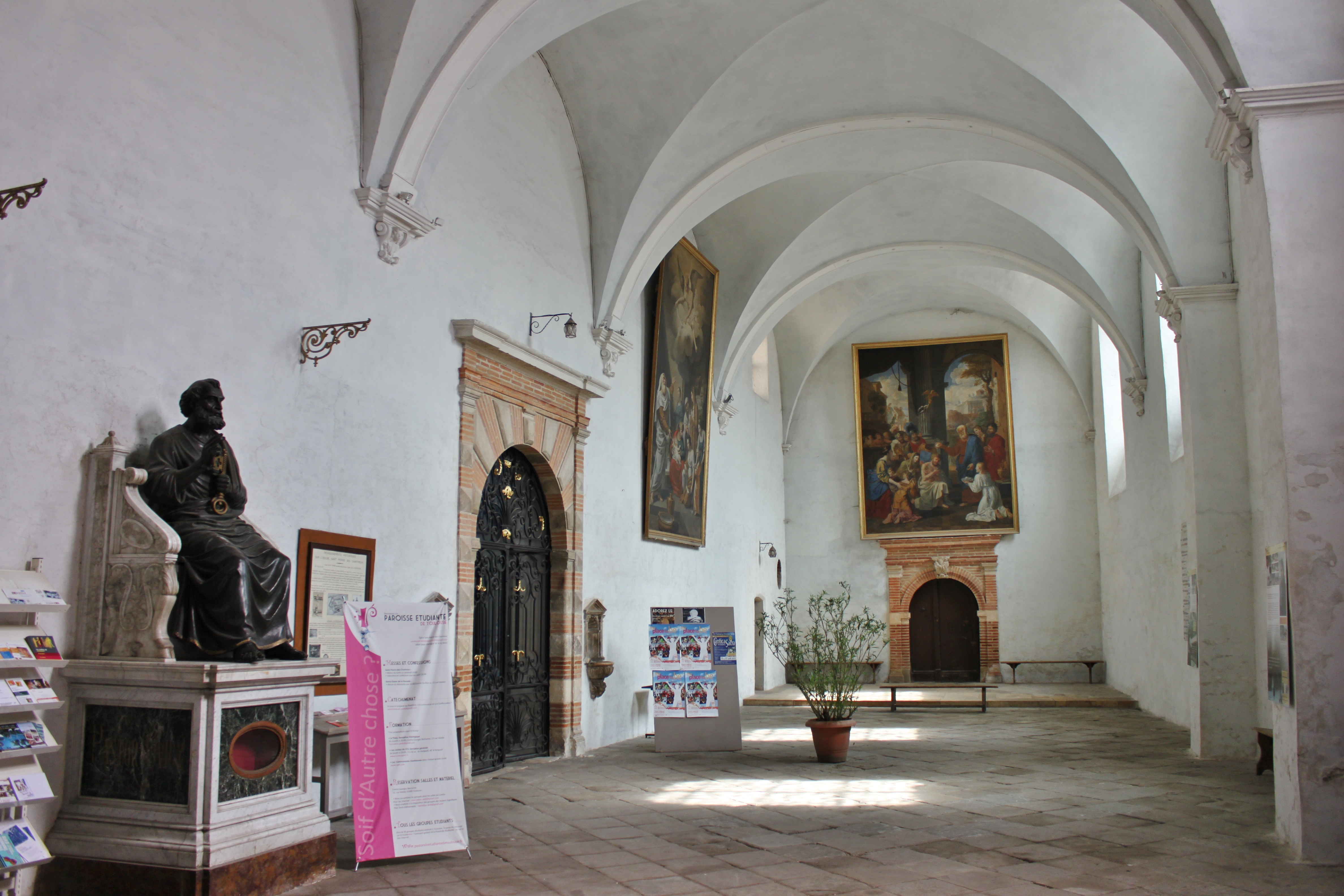
L'atrium
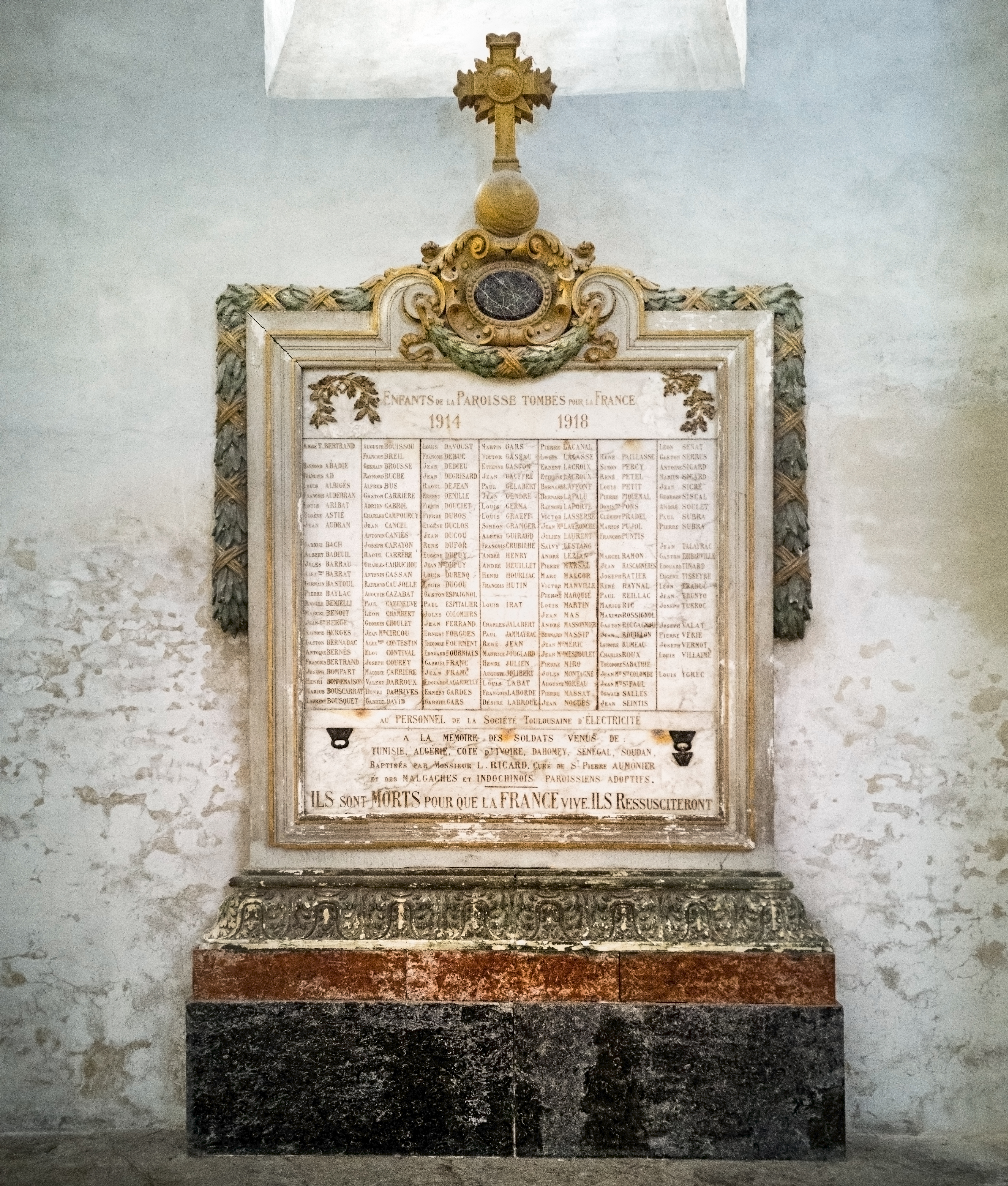
Monument aux morts de 14-18

### La nef des fidèles
De chaque côté de la nef des fidèles se trouvent trois chapelles dédiées à gauche (en s'approchant de l'autel), aux âmes du Purgatoire, au Sacré-Cœur, à Notre-Dame du Rosaire, et à droite : la chapelle baptismale, à Notre-Dame des Douleurs avec une Pieta en un seul bloc de pierre du XIVe siècle, et enfin à saint Pierre. Leurs murs et plafonds sont peints dans des motifs néo-renaissance, sans doute ajoutés après la Révolution.
Au dessus des chapelles s'ouvre une haute rangée de fenêtres, sans vitraux.
La chaire date du XVIIIe siècle et a été transportée depuis l'église Saint-Pierre des Cuisines à la Révolution. Son iconographie (la coque de bateau naviguant sur un globe, aujourd'hui disparu mais au contour toujours visible) est particulièrement évocatrice de saint Pierre.
On peut apprécier dans cette nef de nombreux tableaux, dont L'Adoration des bergers par Jean-Baptiste Despax ainsi que le portrait d'un cardinal-archevêque de Toulouse.

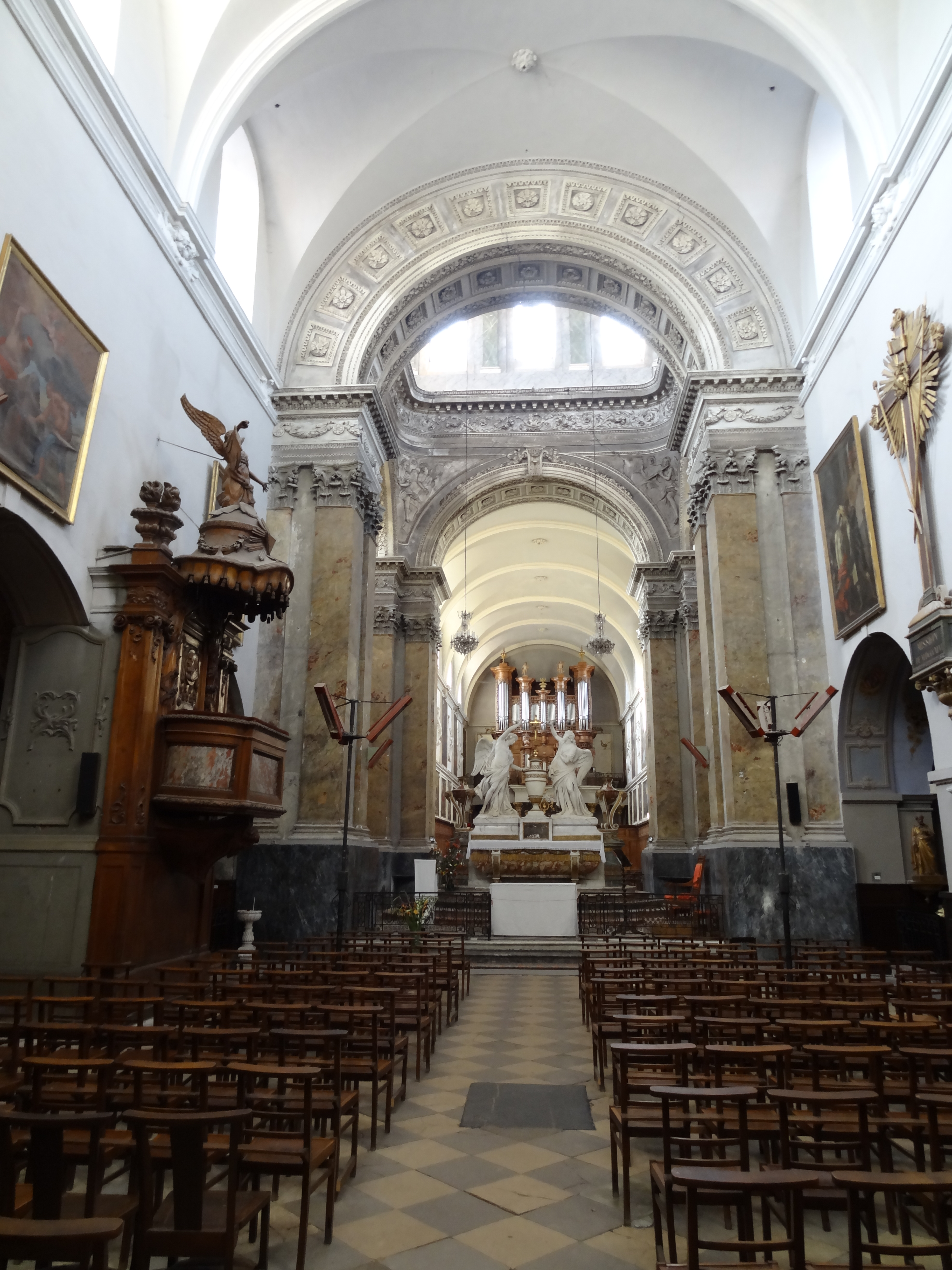
La nef des fidèles
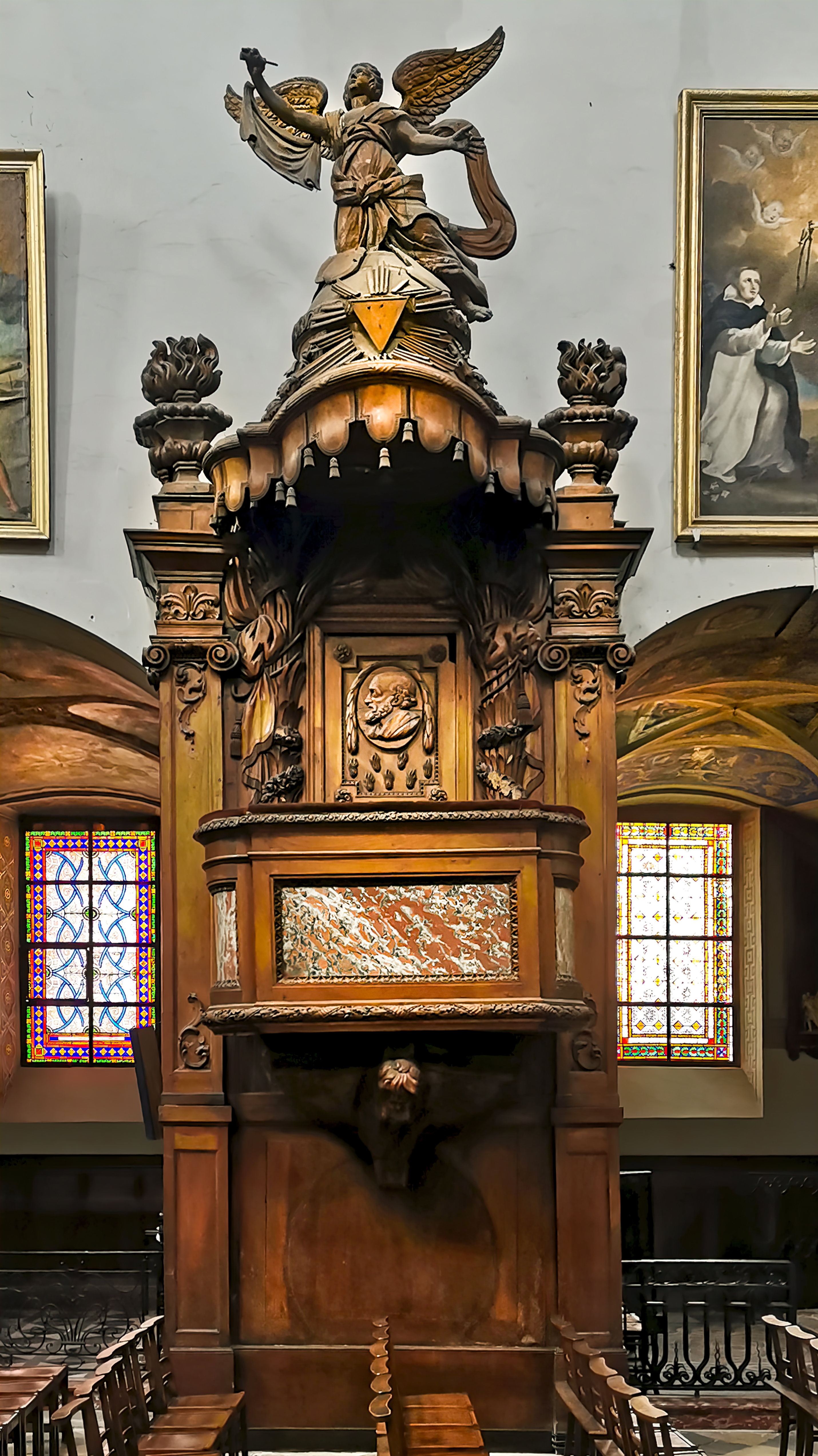
La chaire
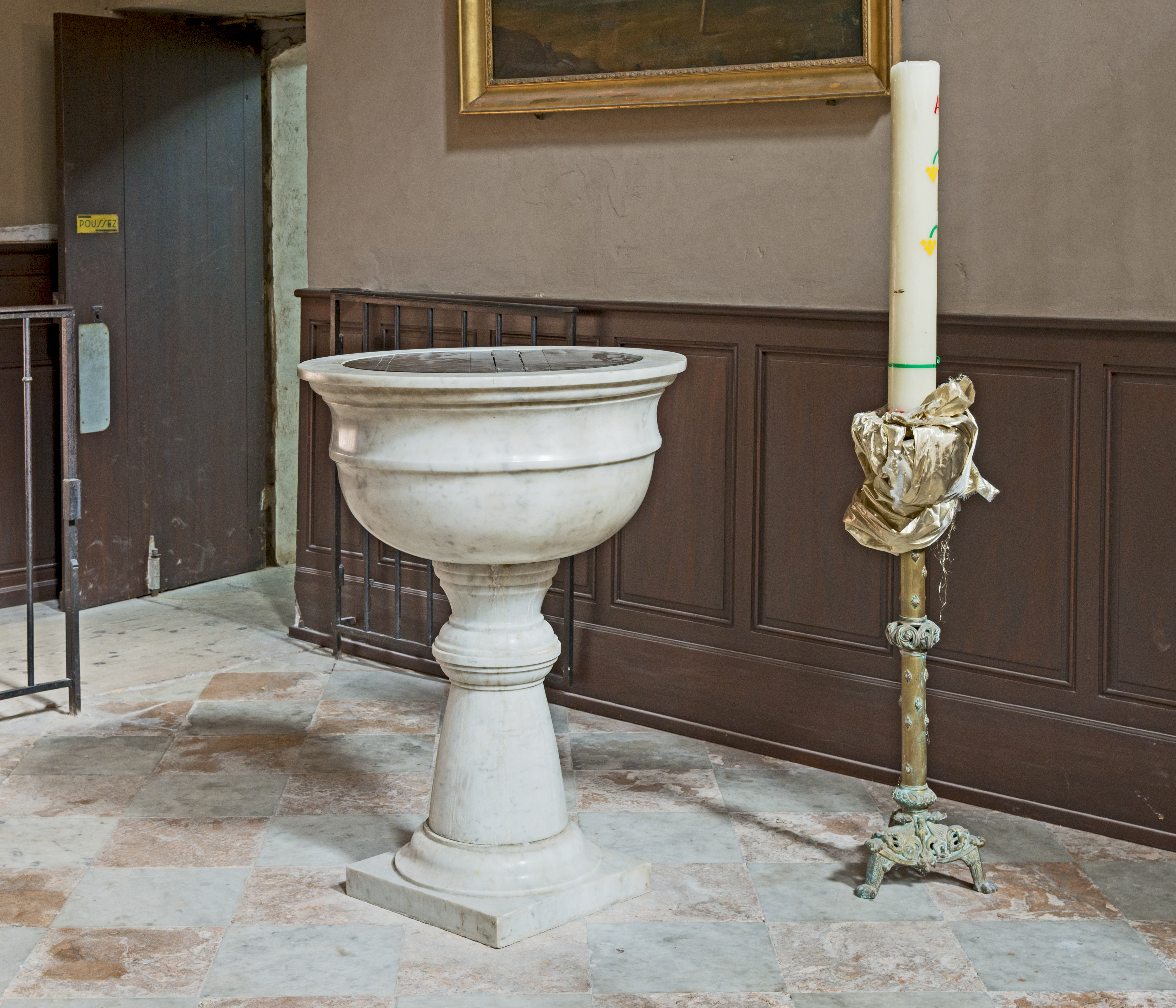
Les fonts baptismaux
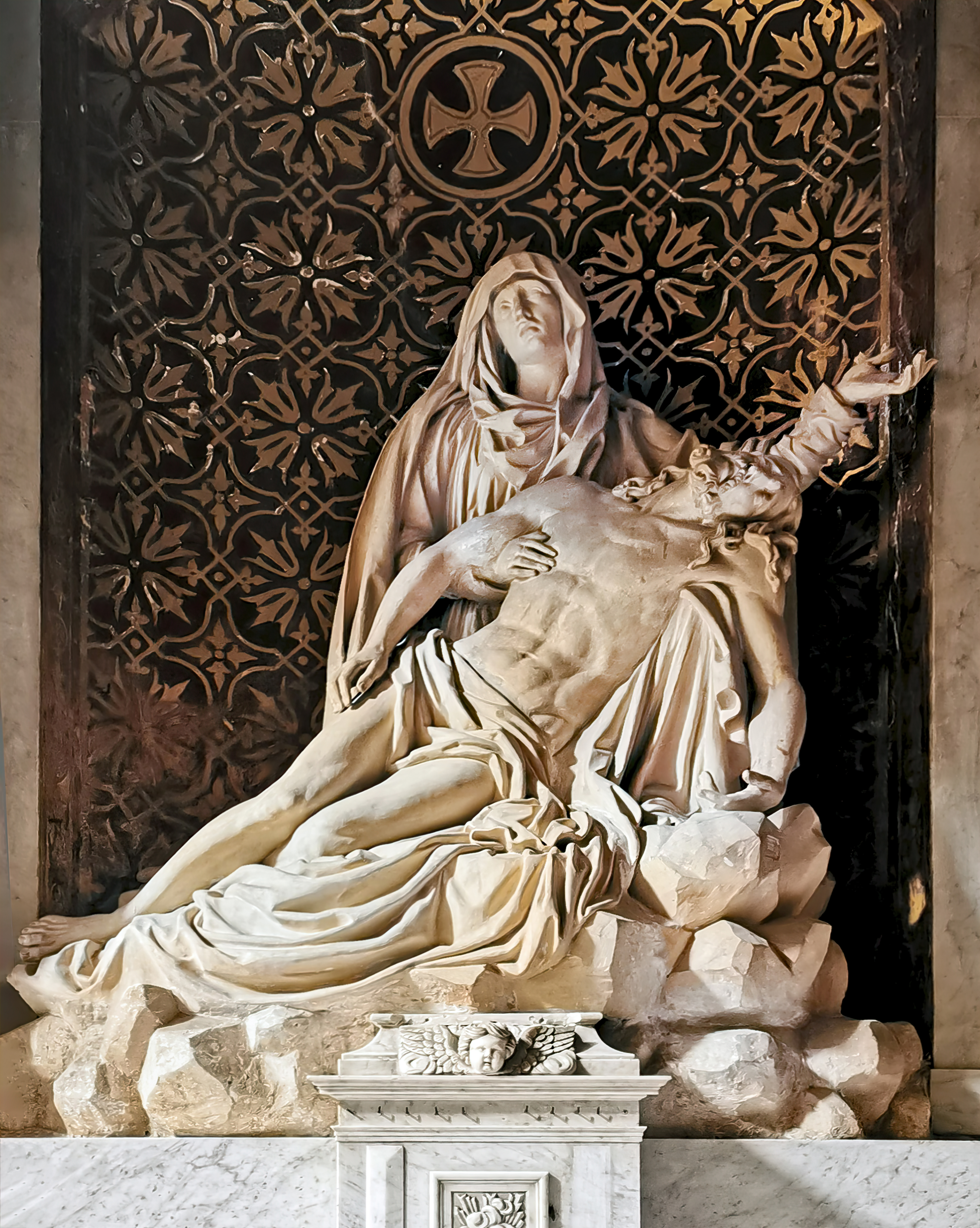
Pieta du XIVe siècle

### Le maître-autel
Le maître-autel assurant par sa monumentalité la fonction de séparation de l'espace réservé au public et de celui réservé aux moines, il était nécessaire qu'il soit double face pour servir à l'office aussi bien d'un côté que de l'autre. 
Construit avec diverses espèces de marbres (notamment pyrénéens), le maître-autel est édifié à partir de 1780 d'après les dessins de François Cammas. Il est orné d'une sculpture représentant les anges couronnant le Saint Sacrement réalisée par François Lucas en 1785 et classée au titre des monuments historiques. Avant l'installation de cet ensemble, le maître-autel était orné d'un grand retable, visible aujourd'hui dans l'église Saint-Bruno de Roquettes (voir la section dédiée au retable dans l'article sur la commune).
Les deux anges monumentaux en marbre blanc de Carrare témoignent de la virtuosité de François Lucas, qui s'illustre alors comme le meilleur sculpteur toulousain  de son temps. Marqué par un voyage en Italie qu'il avait effectué quelques années plus tôt dans le cadre de la réalisation du bas-relief des Ponts-Jumeaux, Lucas s'inspire pour ce chef-d'oeuvre de dessins et de moulages réalisés lors de son séjour à Rome. La pose, les drapés, les traits délicats des visages des deux anges (l'un plutôt masculin et l'autre plus féminin) font de cet autel exceptionnel l'oeuvre maîtresse de sa carrière de sculpteur.
Les teintes variées des marbres constituant les marches menant à l'autel seraient une évocation des étapes du sacrifice du Christ: en rouge nervé de blanc la flagellation et le chemin de croix, en rouge nervé de gris la crucifixion, en noir la mort, en rouge nervé de blanc la mise au sépulcre et le passage aux Enfers, et enfin en blanc la résurrection.

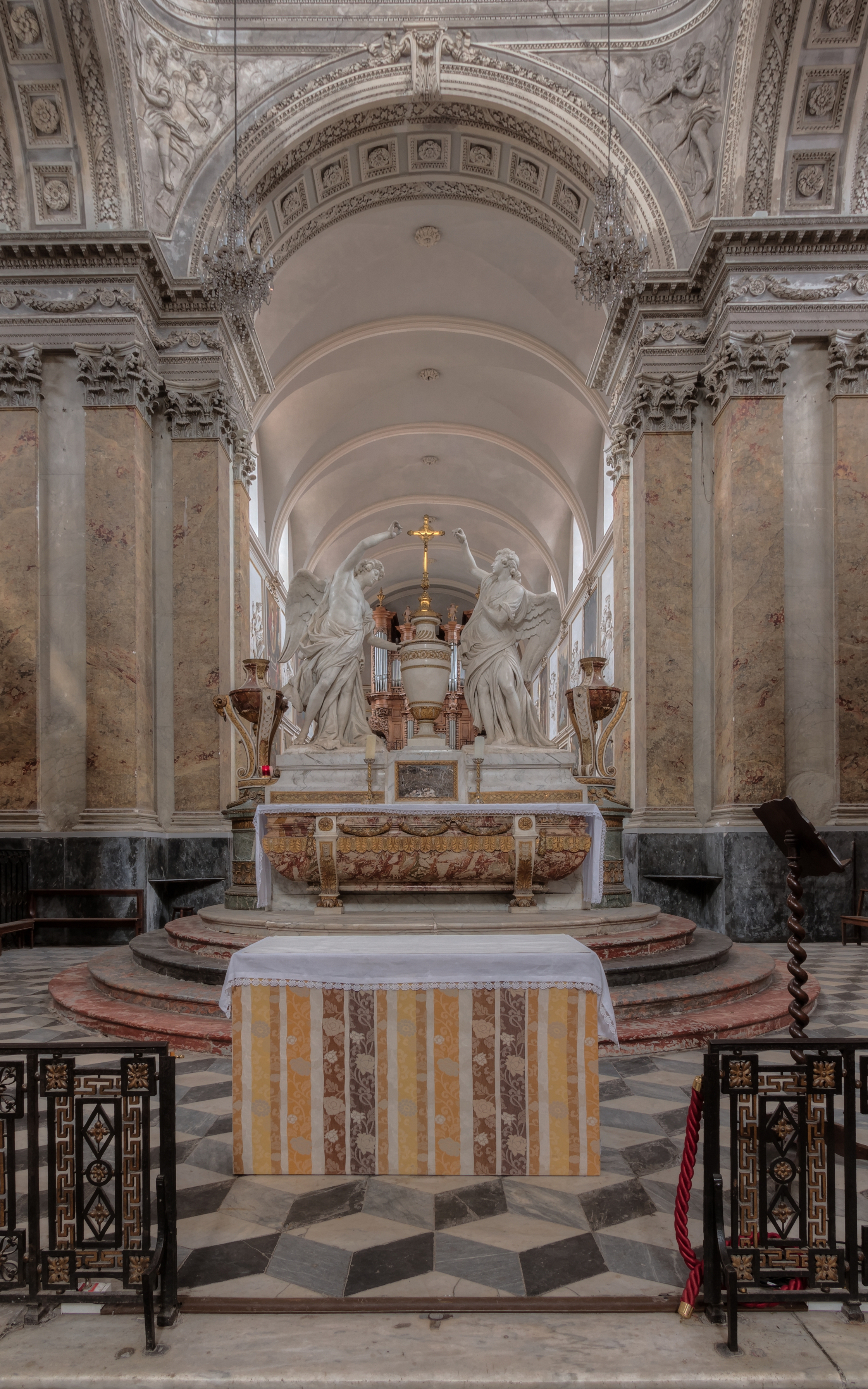
Le maître-autel, vu de la nef des fidèles
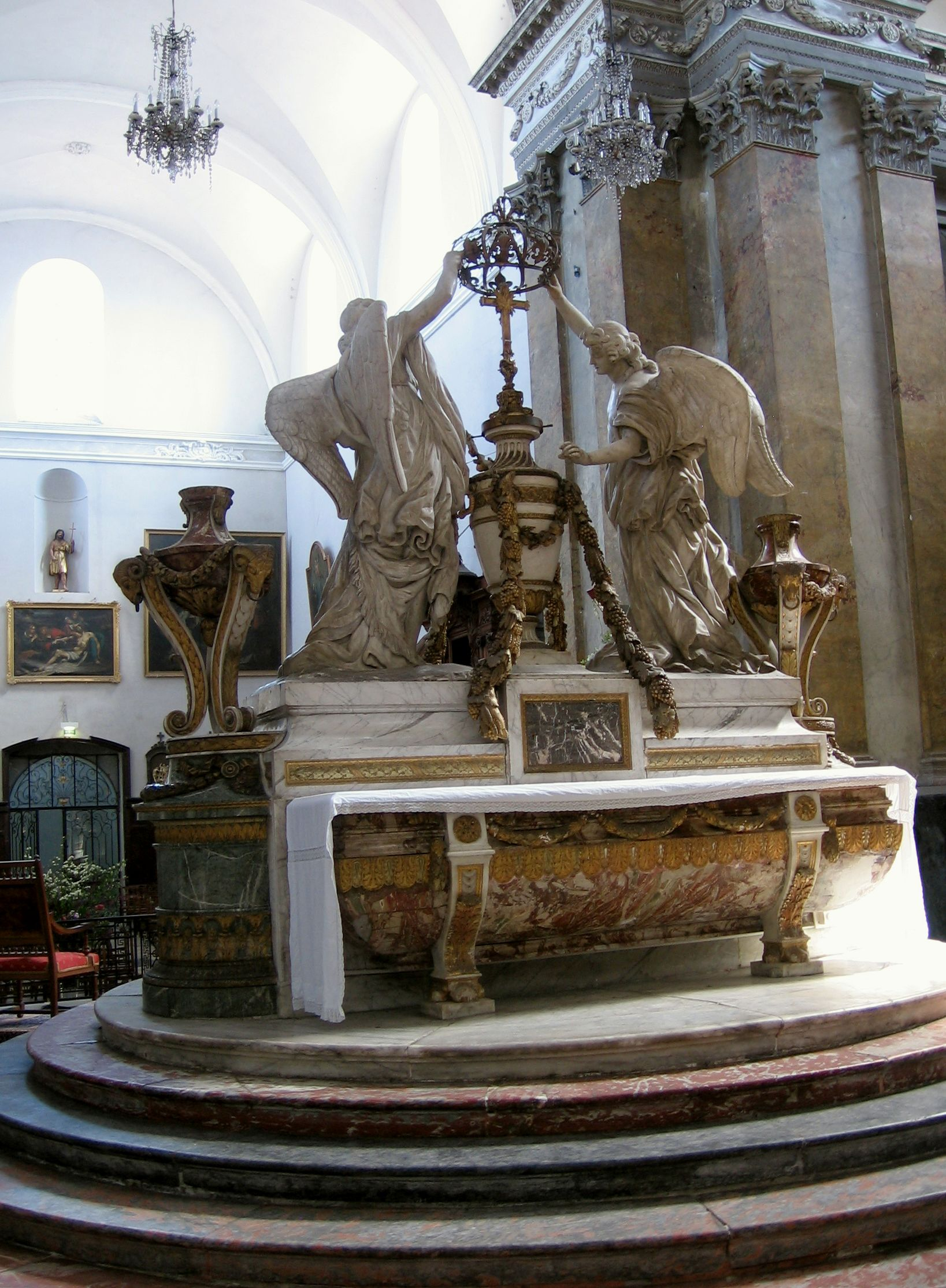
Le maître-autel
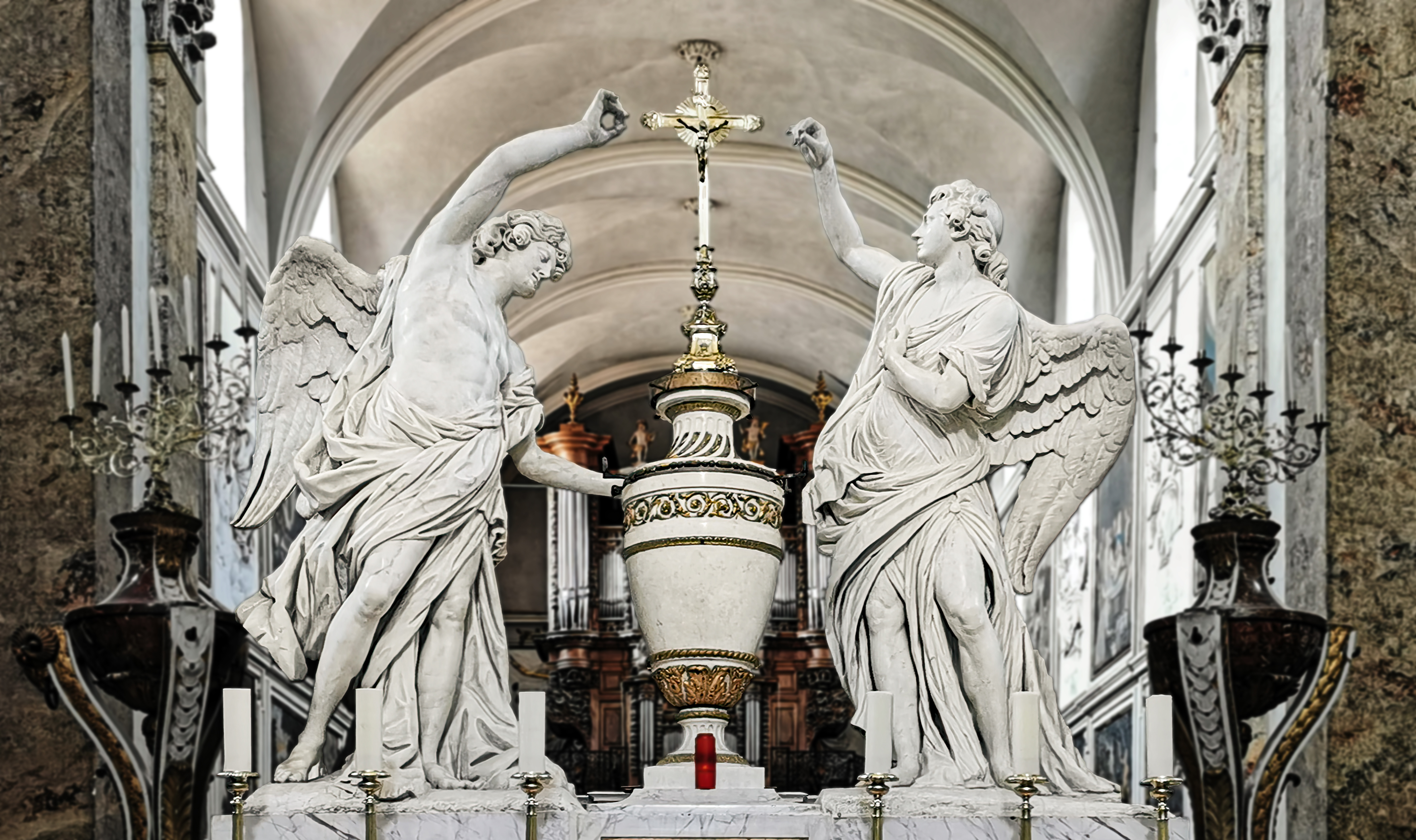
Les anges couronnant le Saint Sacrement par François Lucas, 1780-1785
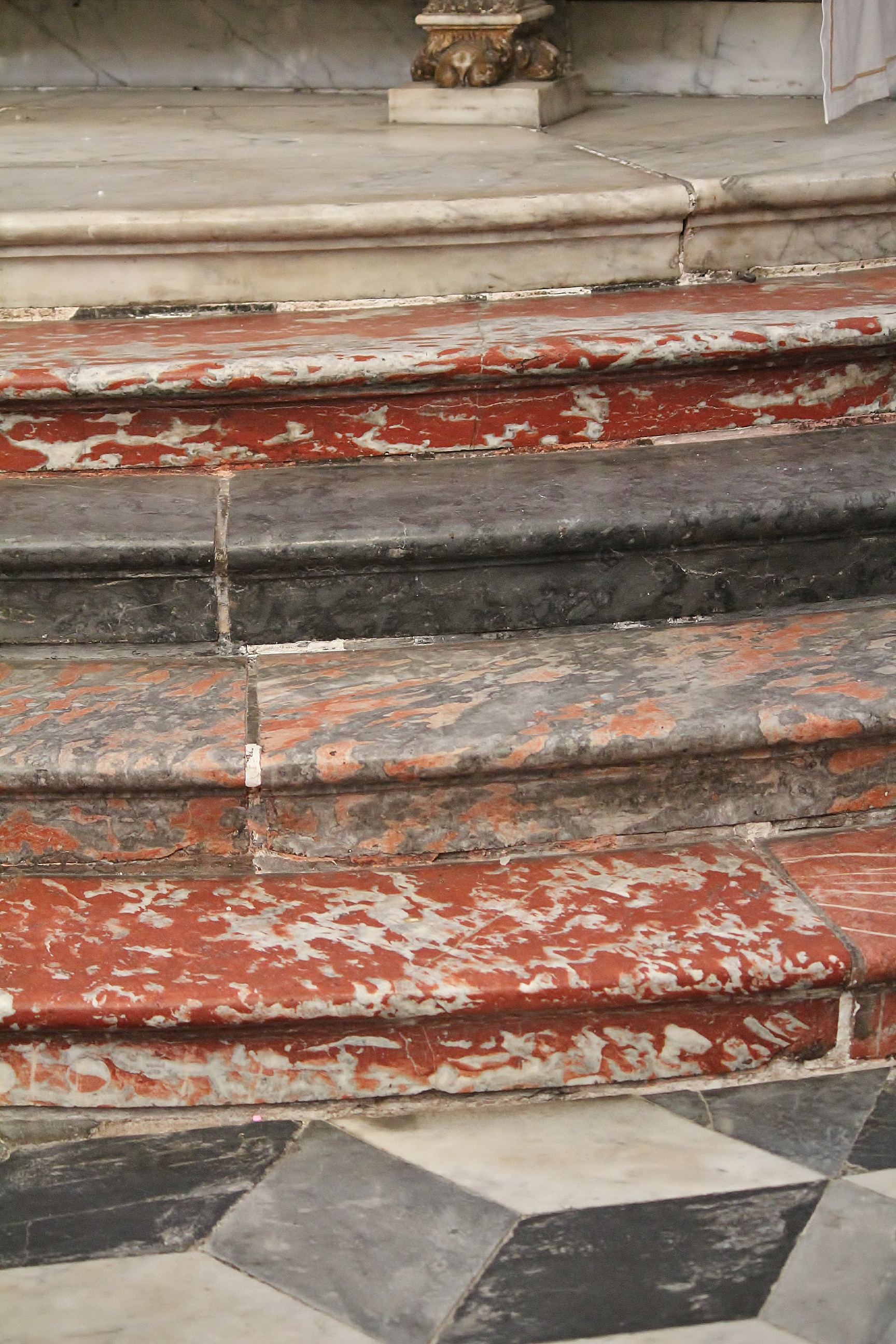
Marches en marbres polychromes, de bas en haut : incarnat, californie, turquin bleu nuit, encore incarnat, Saint-Béat
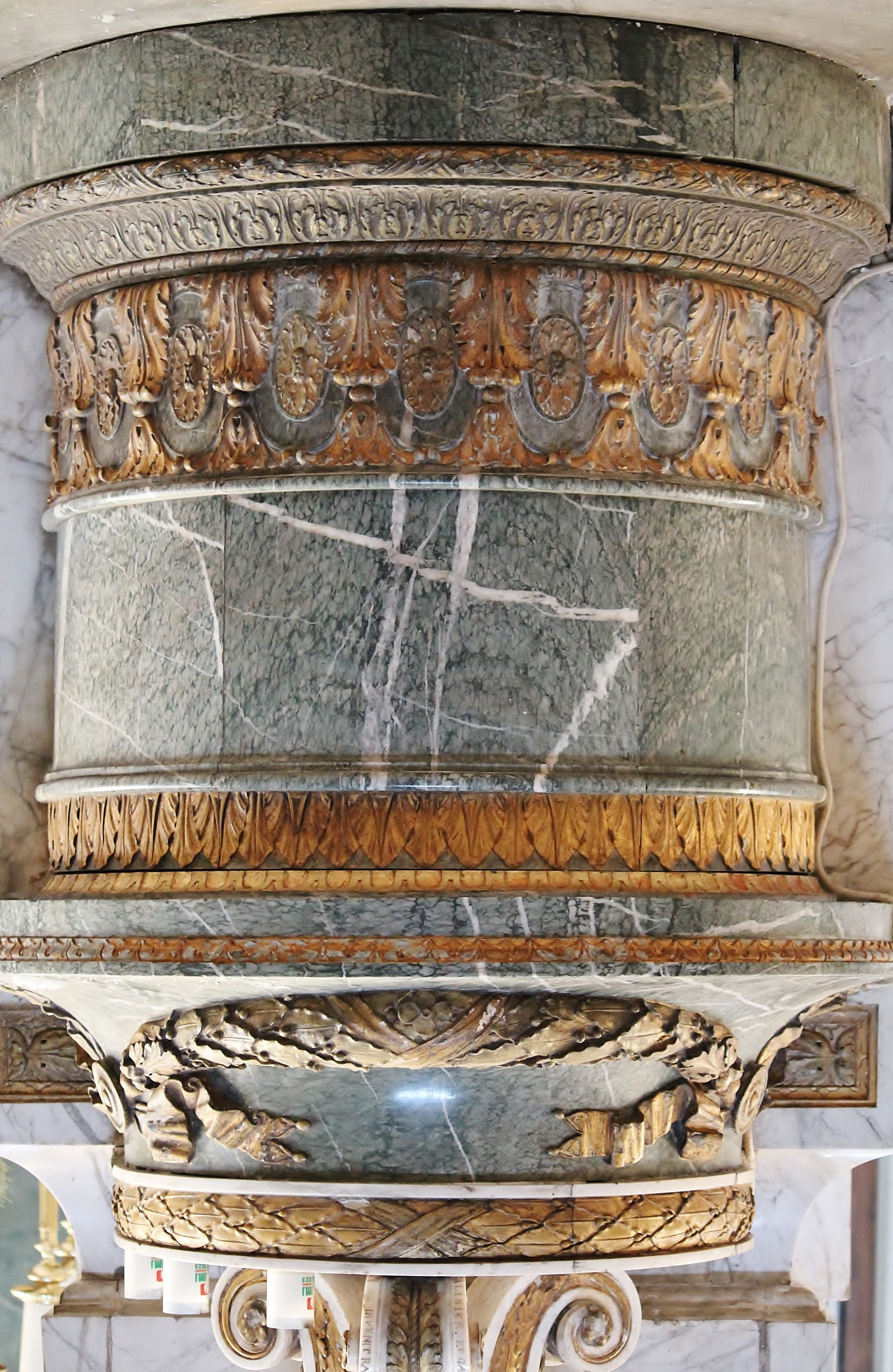
Consoles en marbre vert de Campan
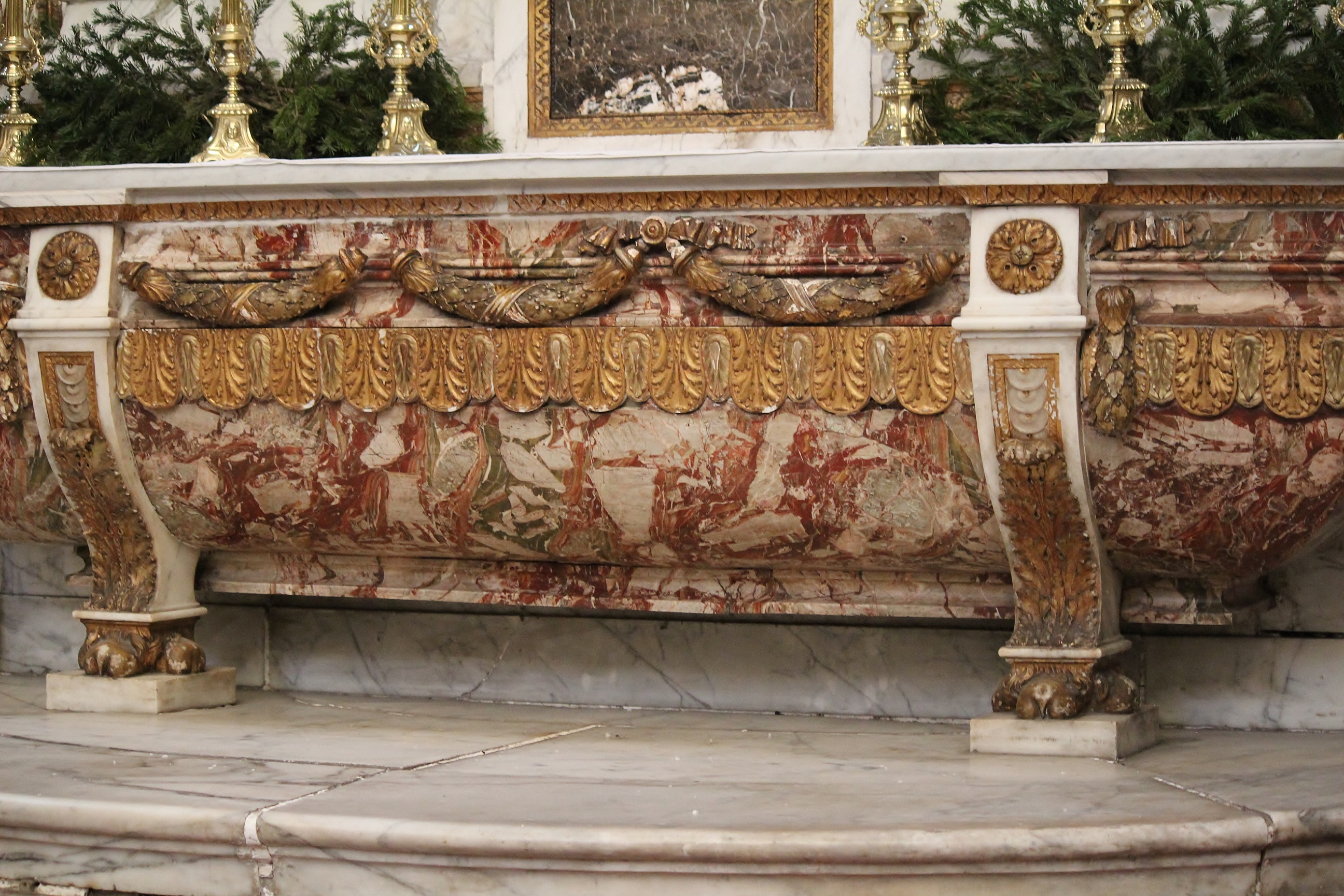
Autel couvert d'un placage de marbre jaspé de Sicile
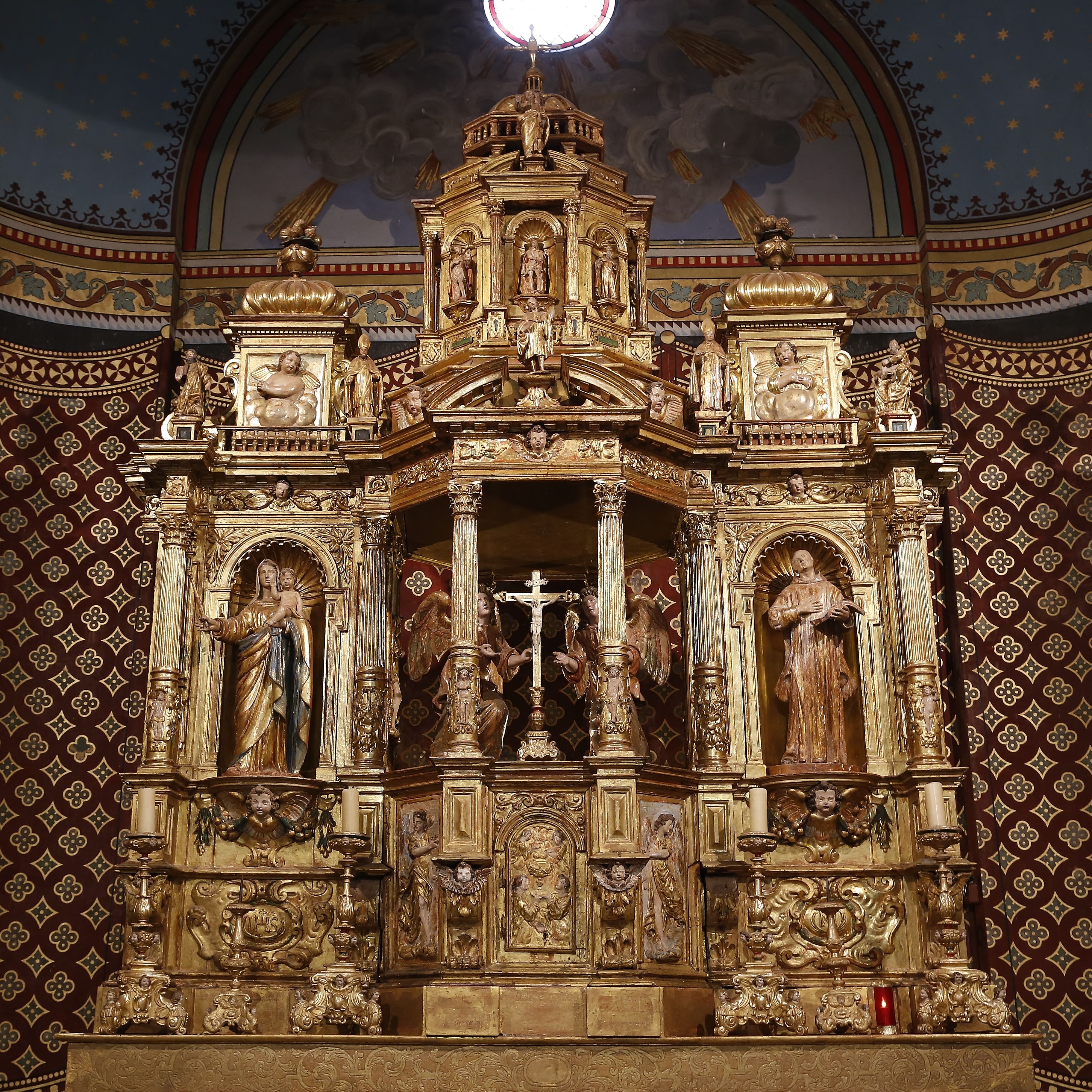
Ancien retable de 1611 remplacé par les anges de François Lucas, aujourd'hui à l'église Saint Bruno de Roquettes.

### Le dôme
En 1780 le plafond peint du transept est remplacé par un décor de stucs de Jean-Baptiste Julia. Quatre bas-reliefs figurant des anges musiciens prennent place dans les écoinçons de la coupole, attribués à Julia ou à Laurent Montreuil.

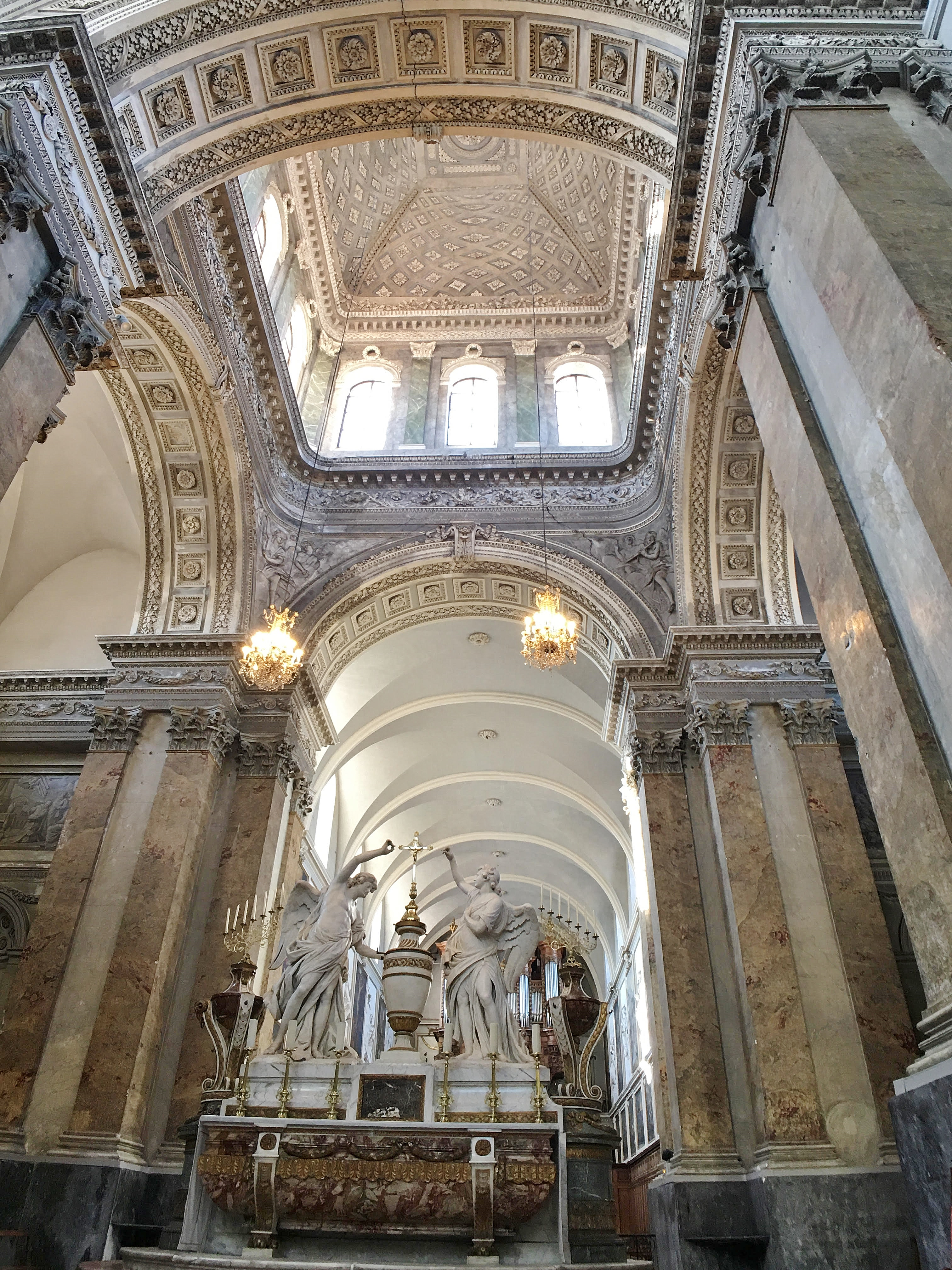
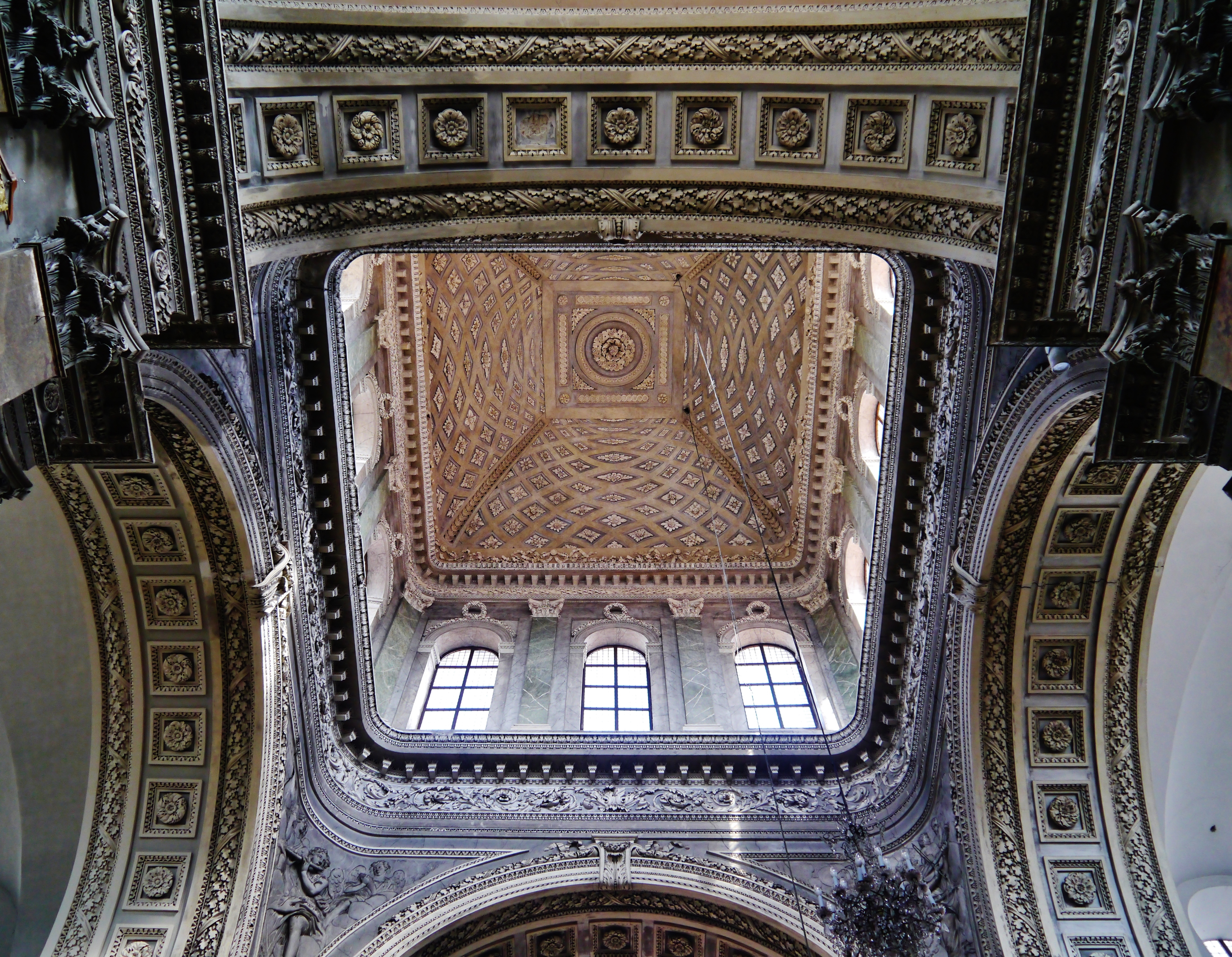
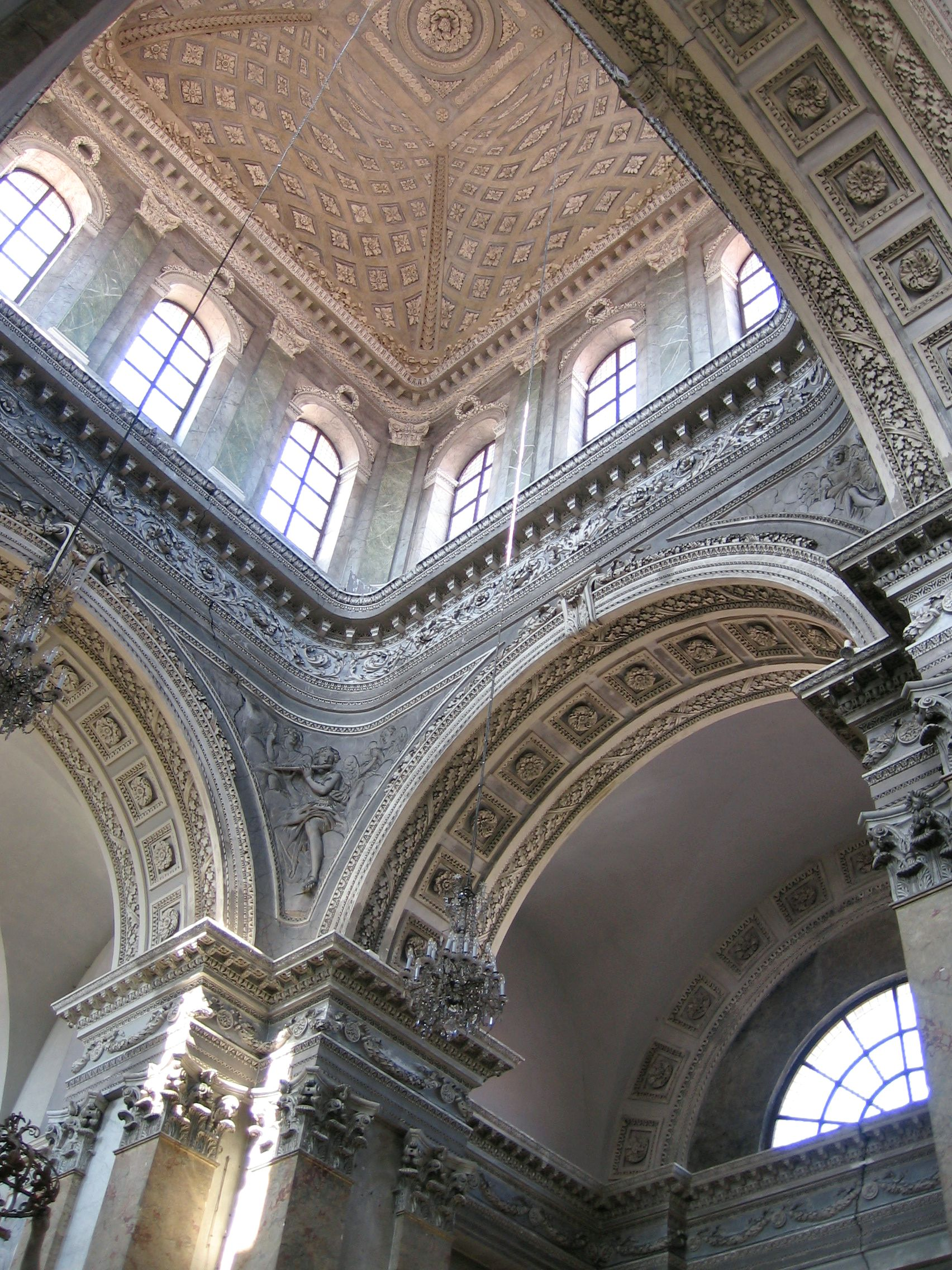
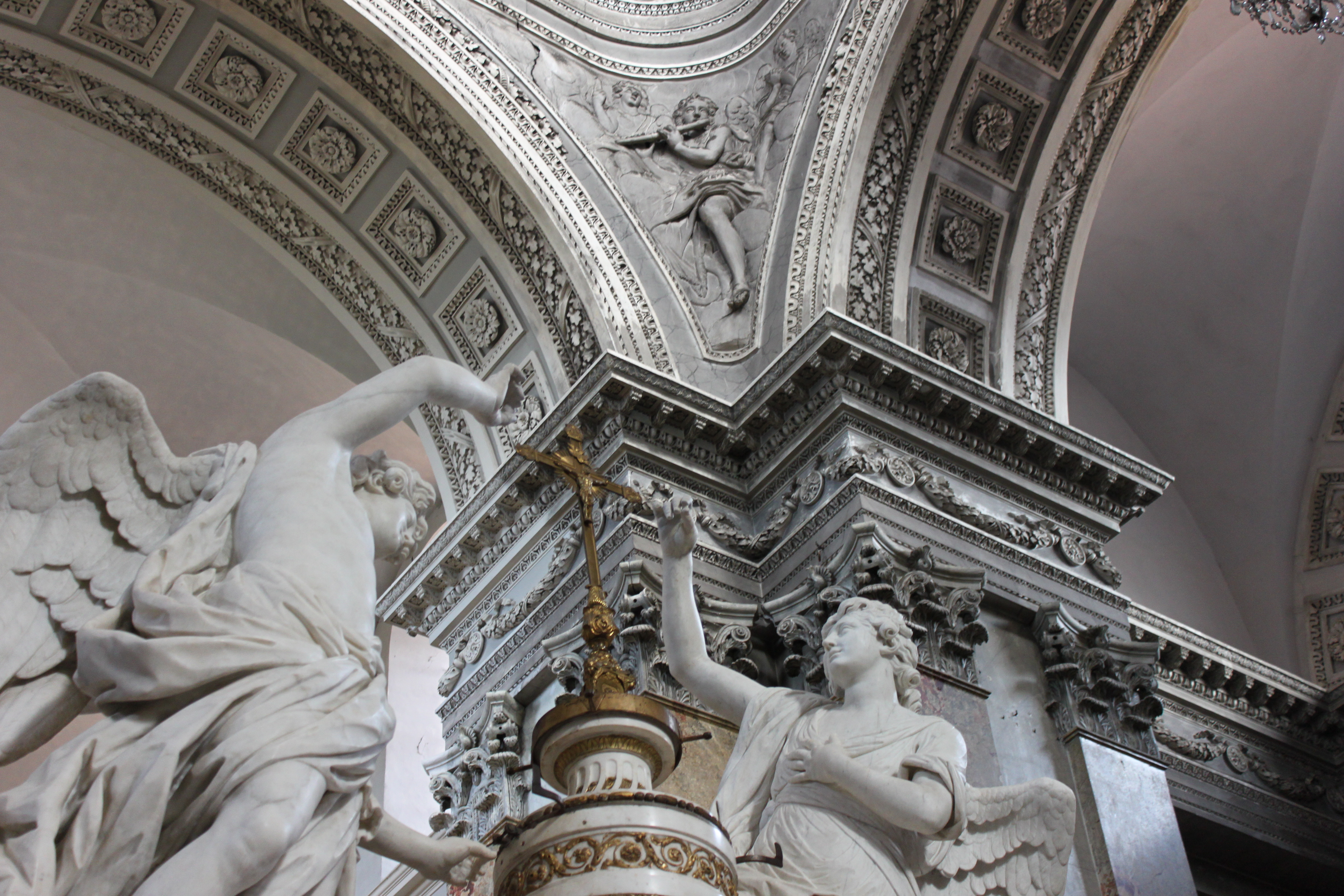
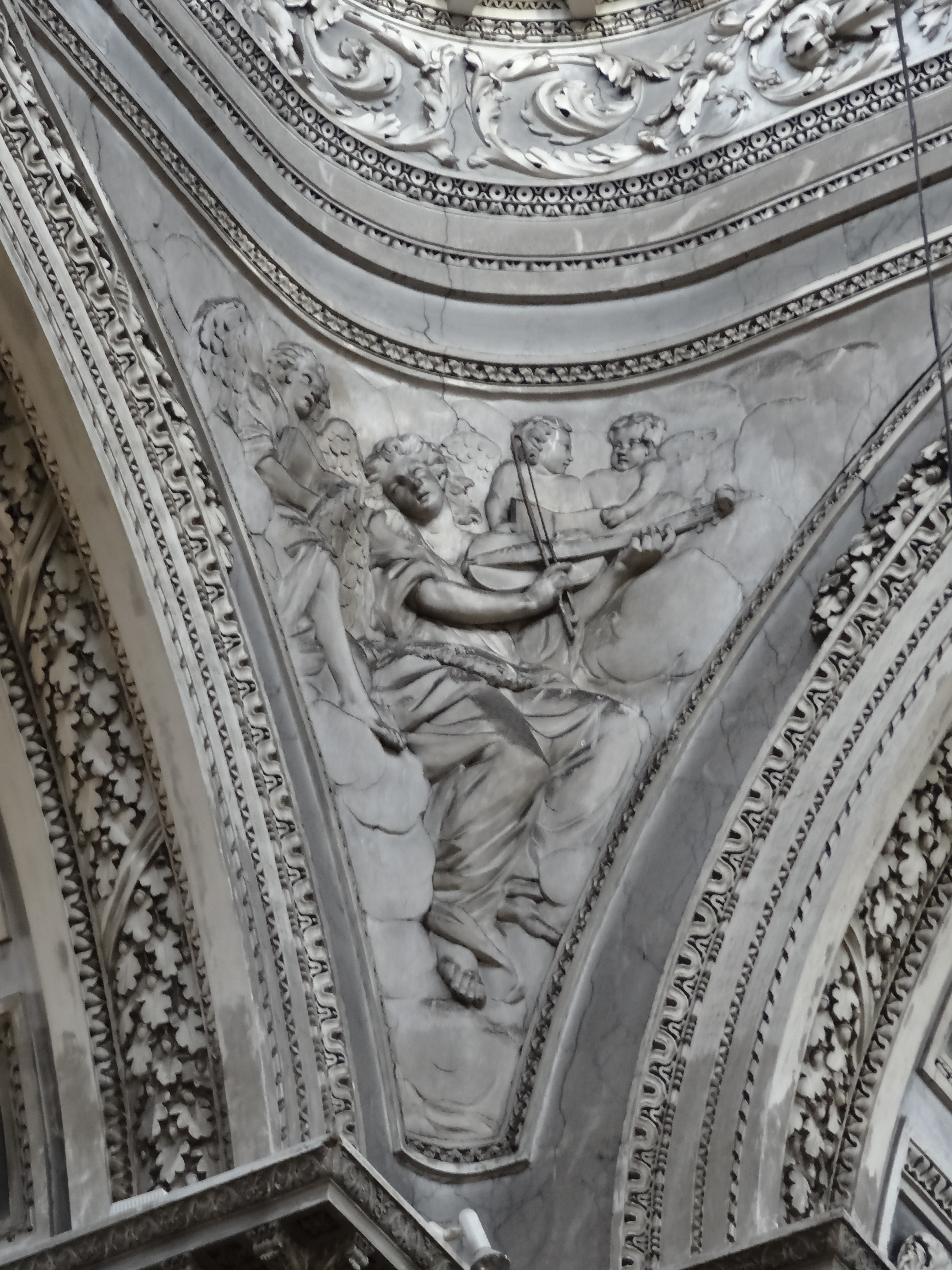

### Le chœur des moines
Le chœur des Chartreux est composé de 62 stalles sculptées datant du XVIIe siècle, et est fermé par une grille de la même époque.
Au dessus des stalles se déroulent en deux niveaux quatre séries de représentations artistiques. Le premier niveau est partagé alternativement entre d'une part des scènes en noir et blanc de la vie de saint Bruno, fondateur de l'ordre des Chartreux, attribuées à François Fayet, et d'autre part des fresques représentant les grandes figures de l'érémitisme chrétien (saint Paul de Thèbes, saint Antoine du T, etc.). Au second niveau, les fresques représentant des scènes de la vie du Christ alternent avec des bas-reliefs en stuc qui présentent des allégories des vertus cardinales et monacales, réalisés par Pierre Lucas (père du sculpteur des anges du maître-autel). L'ajout de l'orgue et de sa tribune au XVIIIe siècle s'est fait au détriment de certains de ces panneaux aujourd'hui recouverts.

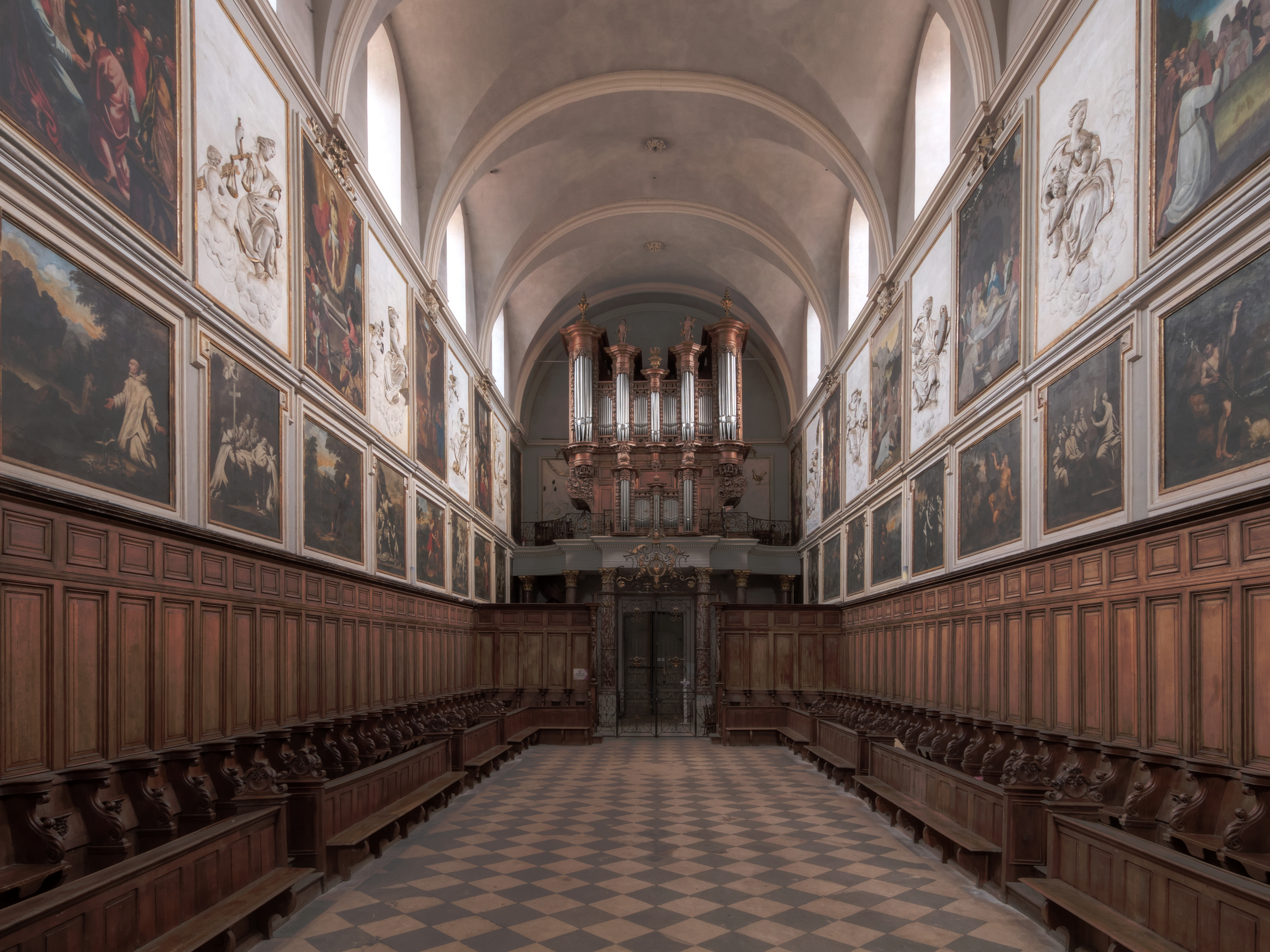
Le chœur des moines
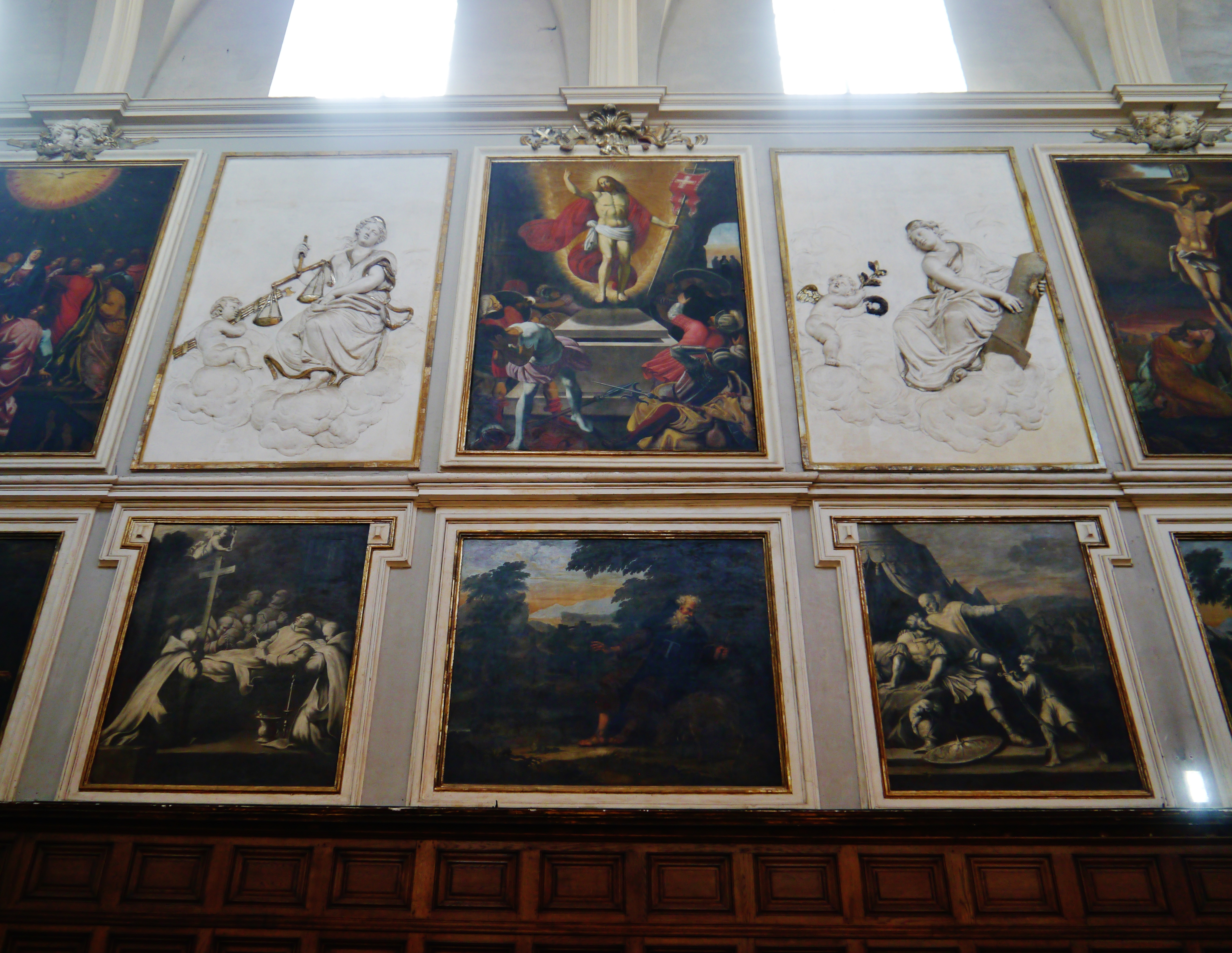
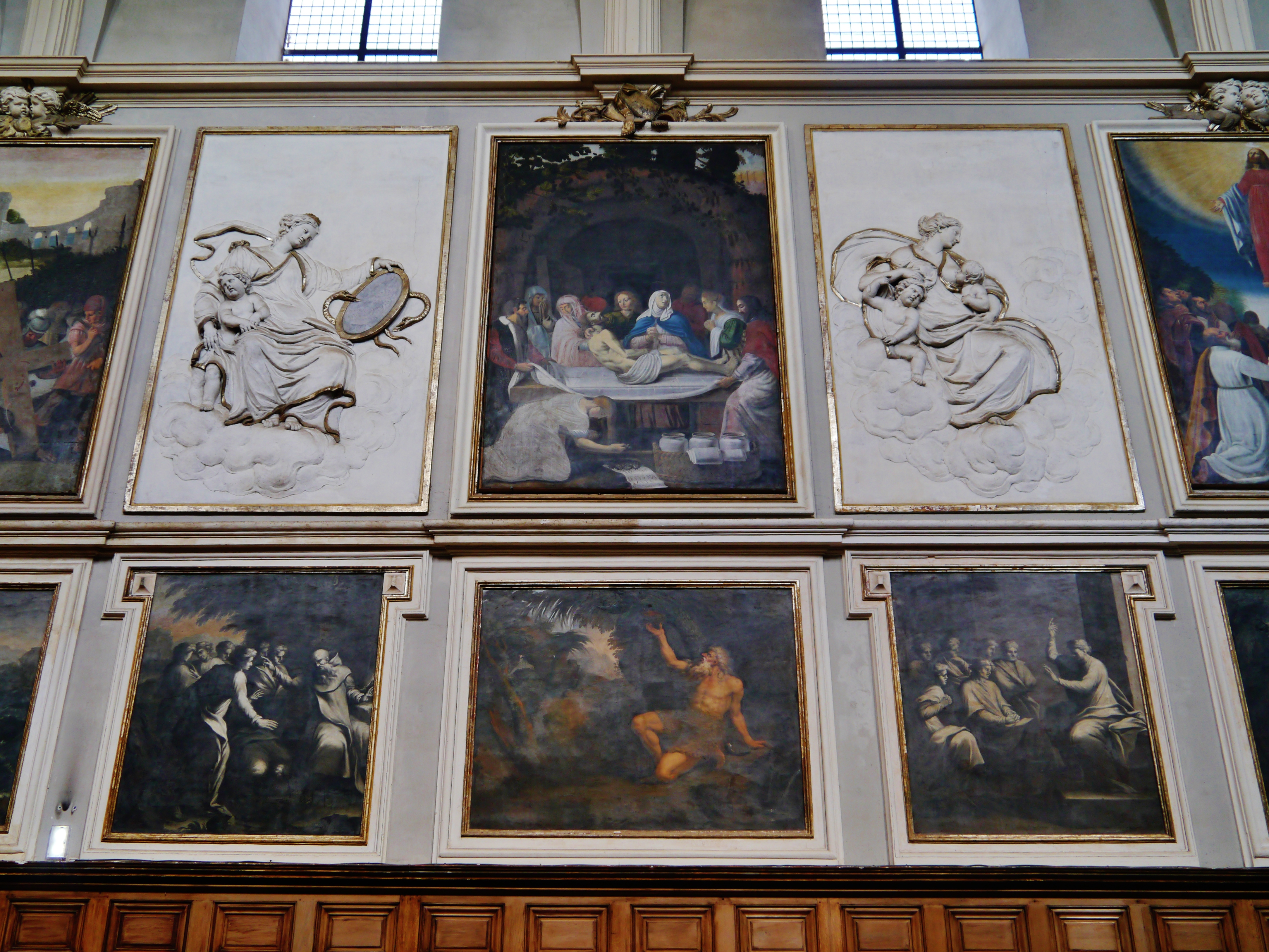

### Les orgues
- L'orgue de tribune, au magnifique buffet, possède 51 jeux et provient de l'ensemble conventuel des Jacobins d'où il a été transféré en 1792, alors qu'il avait été déposé pour être accordé. Œuvre des facteurs d'orgues Robert Delaunay puis de Jean-Esprit Isnard, il est classé au titre des monuments historiques[5],[6],[7].
- Il existe également un orgue de chœur, bâti par Jean-Baptiste Puget en 1877.

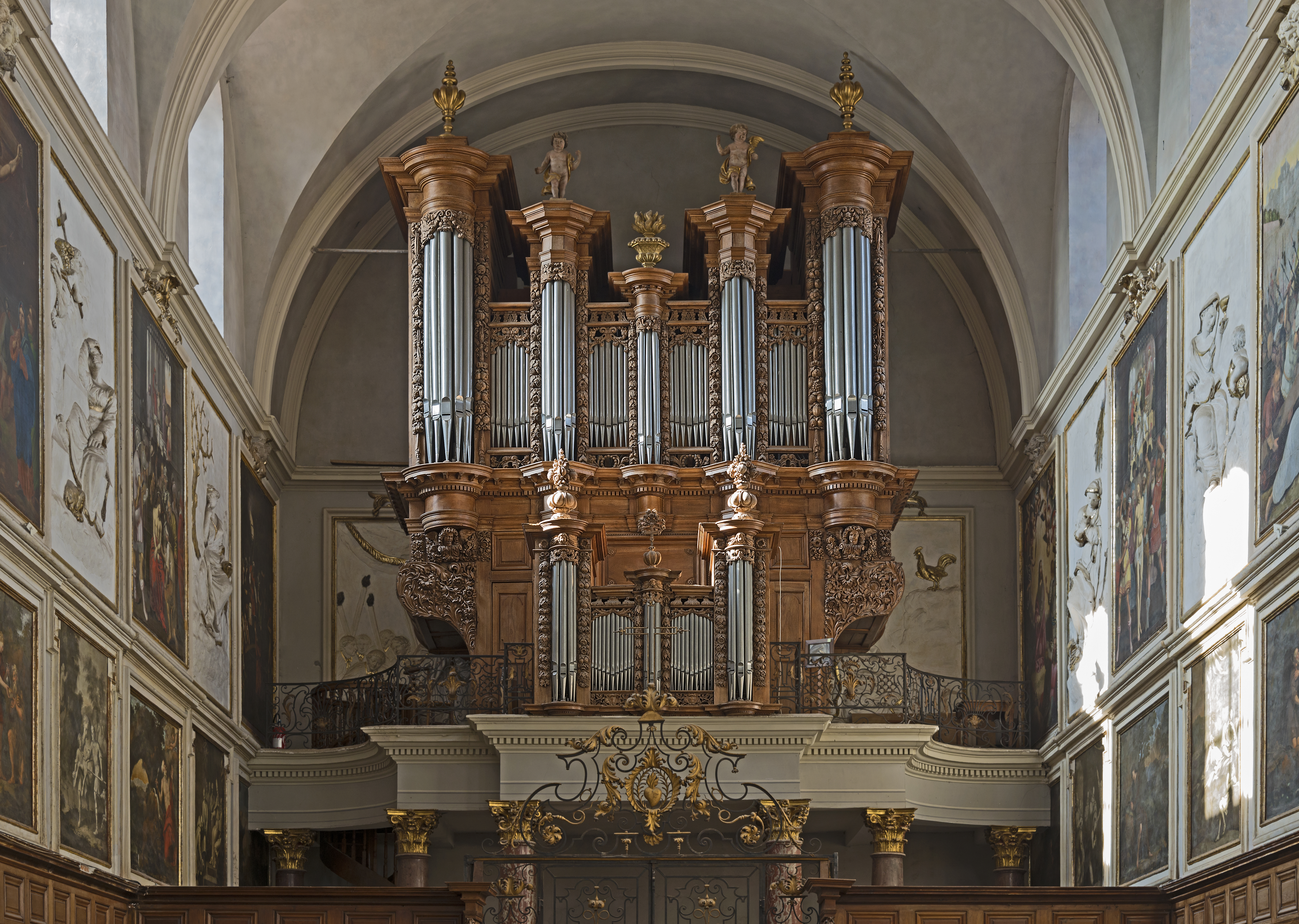
Orgue de tribune
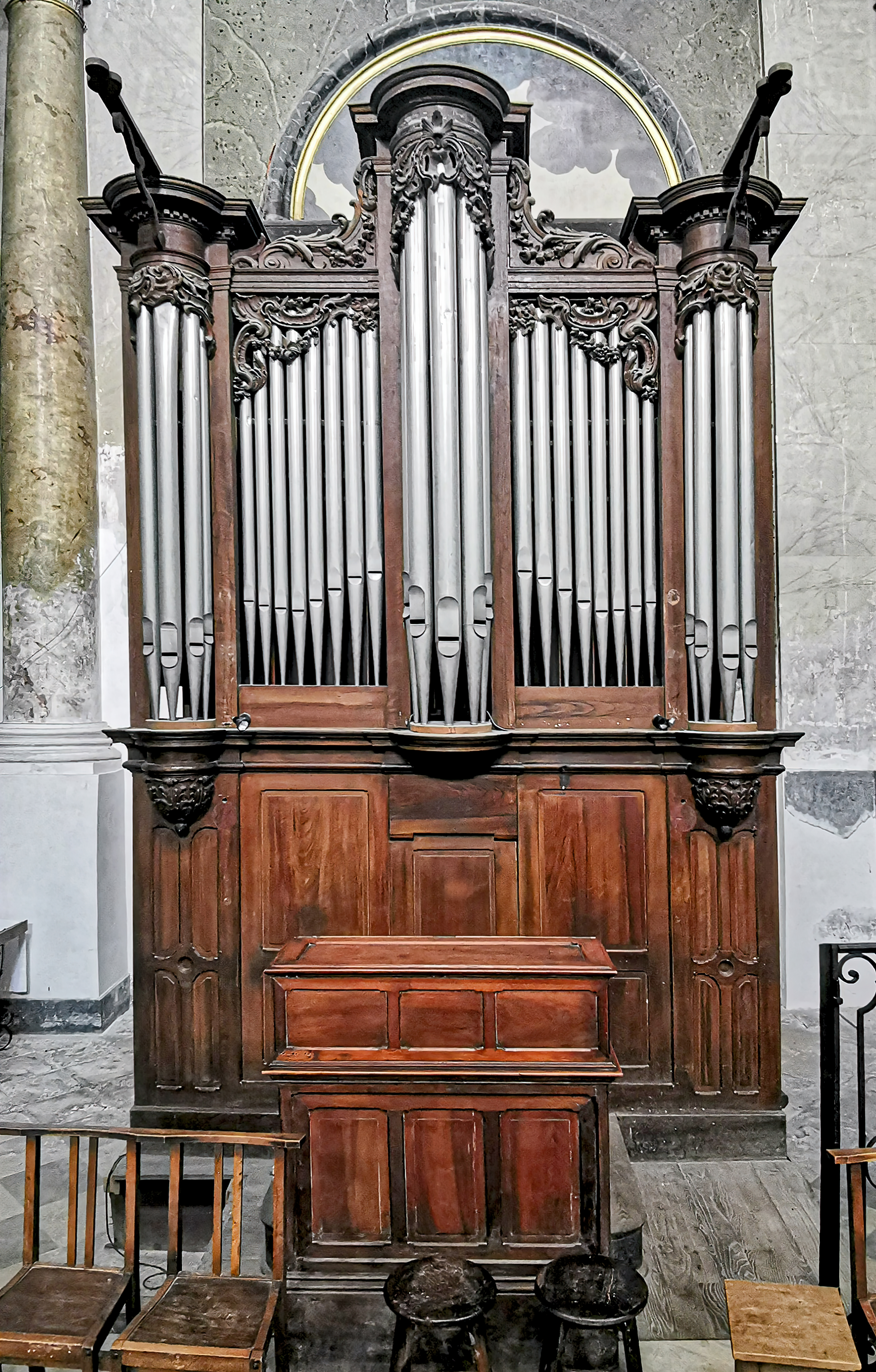
Orgue du chœur

### La chapelle de la Sainte-Croix
La chapelle de la Sainte-Croix, qui s'ouvre sous la tribune de l'orgue, présente un ensemble exceptionnel de sculptures sur bois réalisé par Artus Legoust et son atelier dans les premières décennies du XVIIe siècle,.

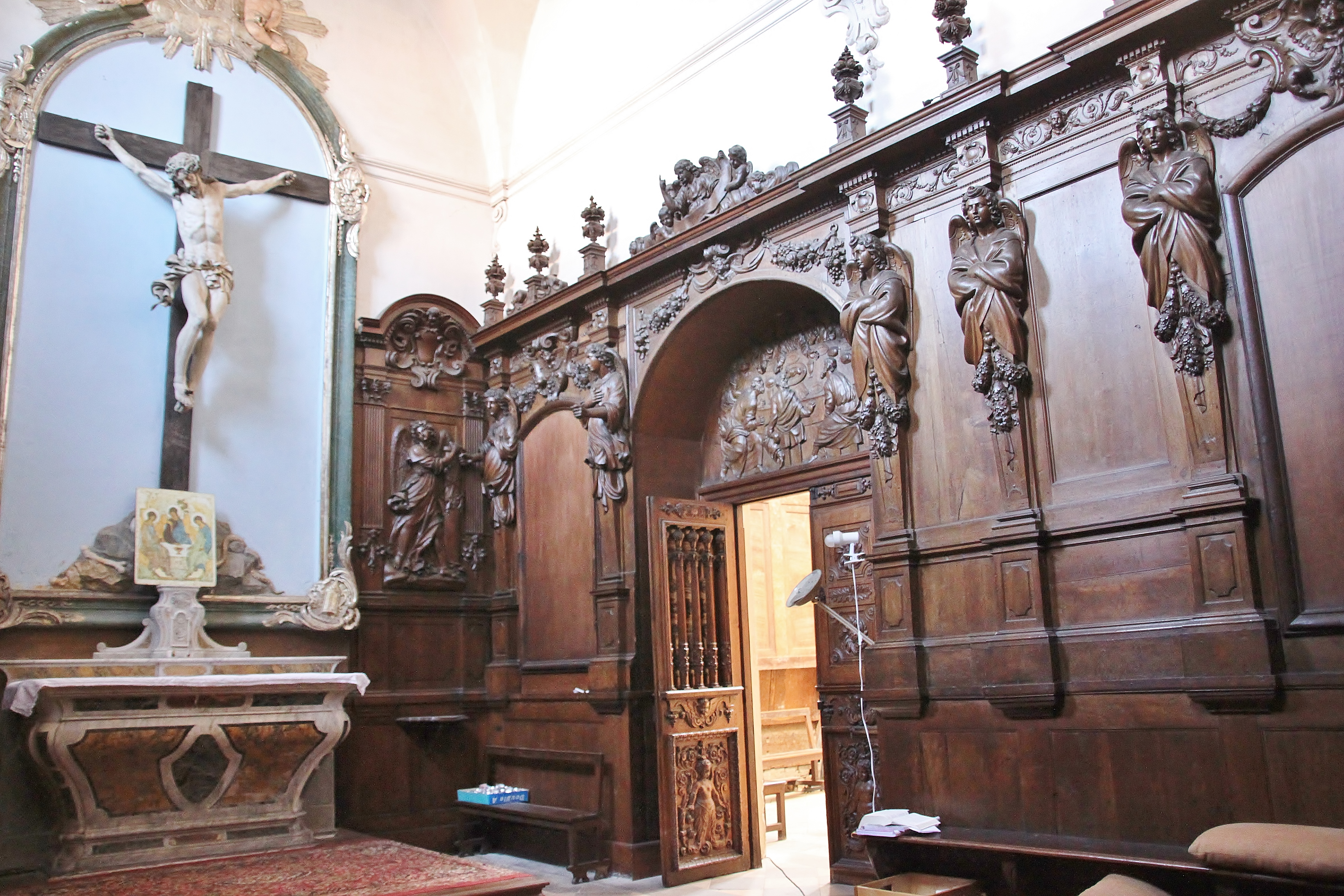
Chapelle de la Sainte-Croix
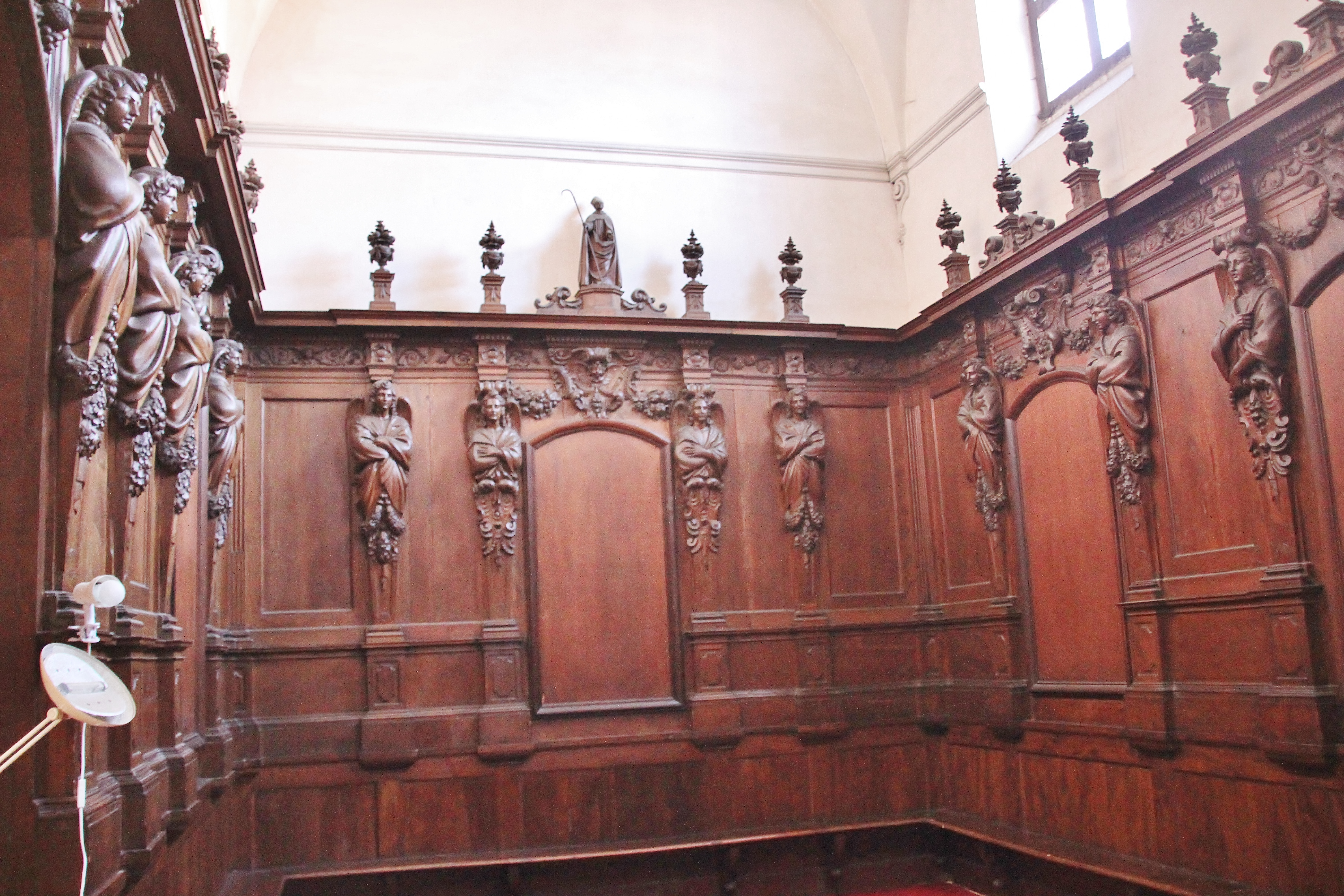
Boiseries dans la chapelle de la Sainte-Croix
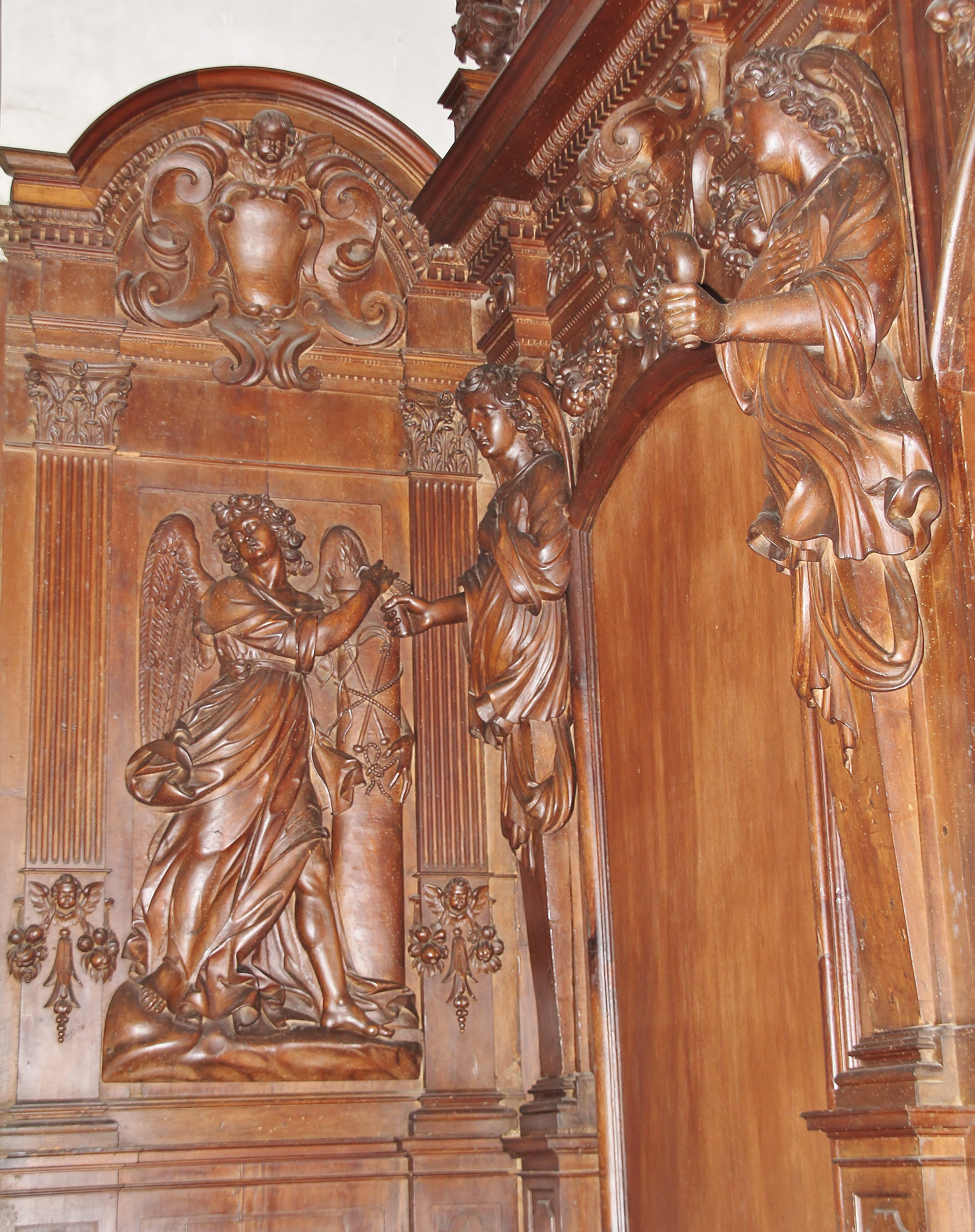
Chapelle de la Sainte-Croix
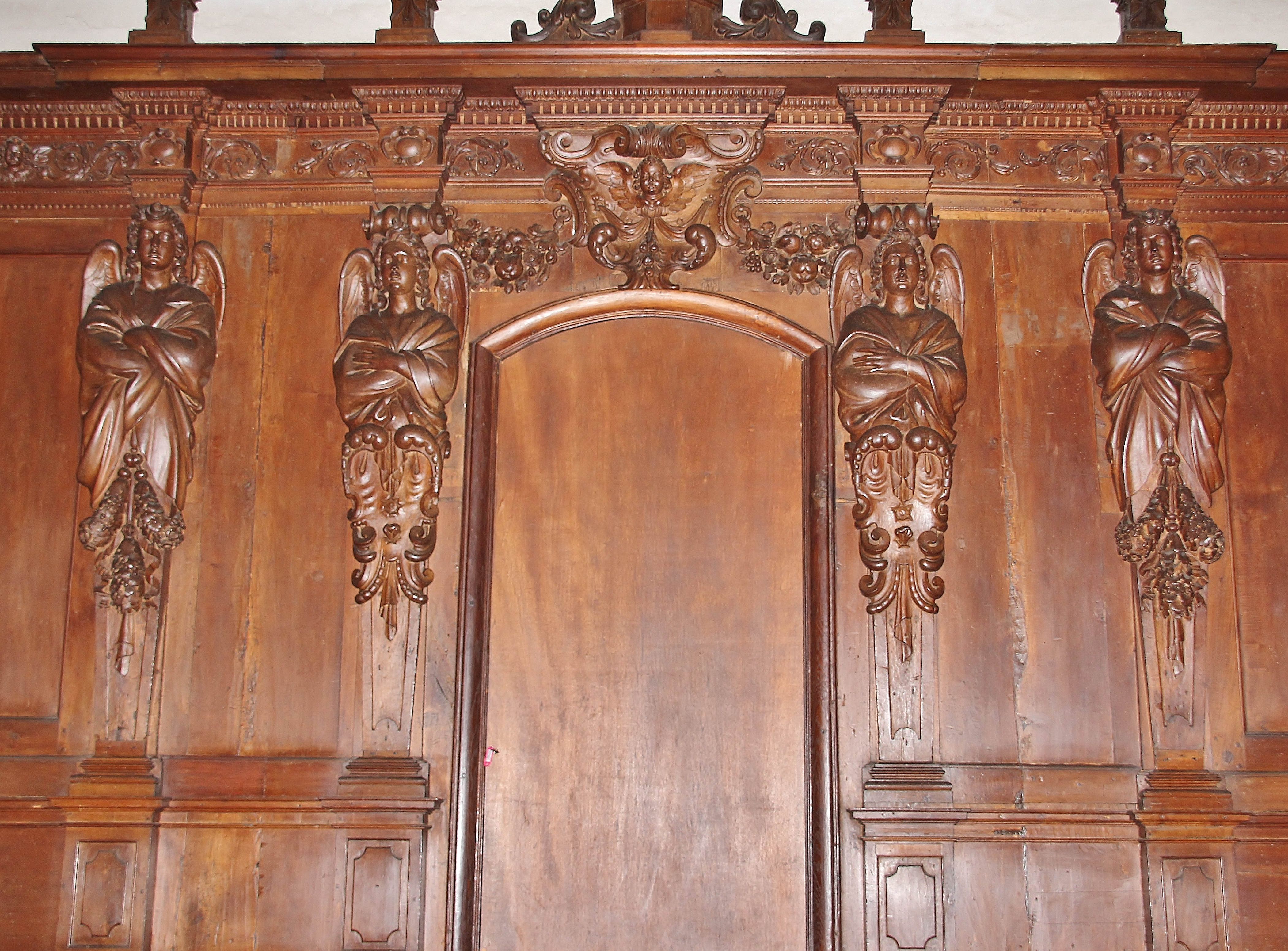
Sculptures sur bois d'Artus Legoust, dans la chapelle de la Sainte-Croix
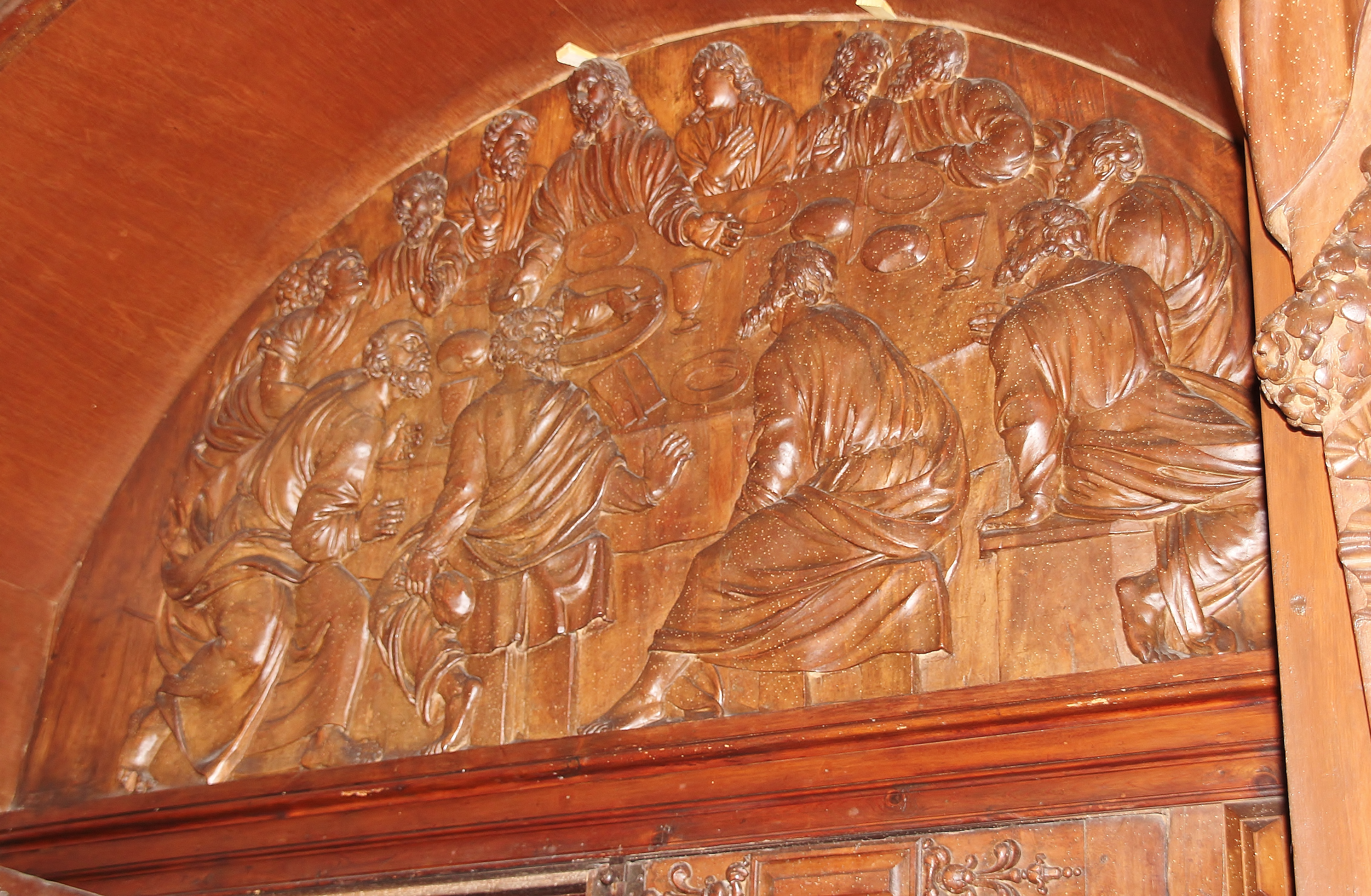
La Cène d'Artus Legoust, dans la chapelle de la Sainte-Croix

### Carillon
L'église possède un carillon de 15 cloches, restauré en 2023 et inauguré par Maël Proudom, carillonneur de la basilique Saint-Sernin. Seul carillon manuel de la ville, ce dernier est sonné chaque jour par des étudiants bénévoles, à l'heure de l'Angélus, ainsi qu'à 19h, pour "l'Happy hour". Le carillonneur responsable est depuis 2024 le musicien et chef de chœur Corentin Pigout. 

## Cloître
L'ancien cloître forme désormais un espace vert au sein de l'Université Toulouse 1 Capitole.

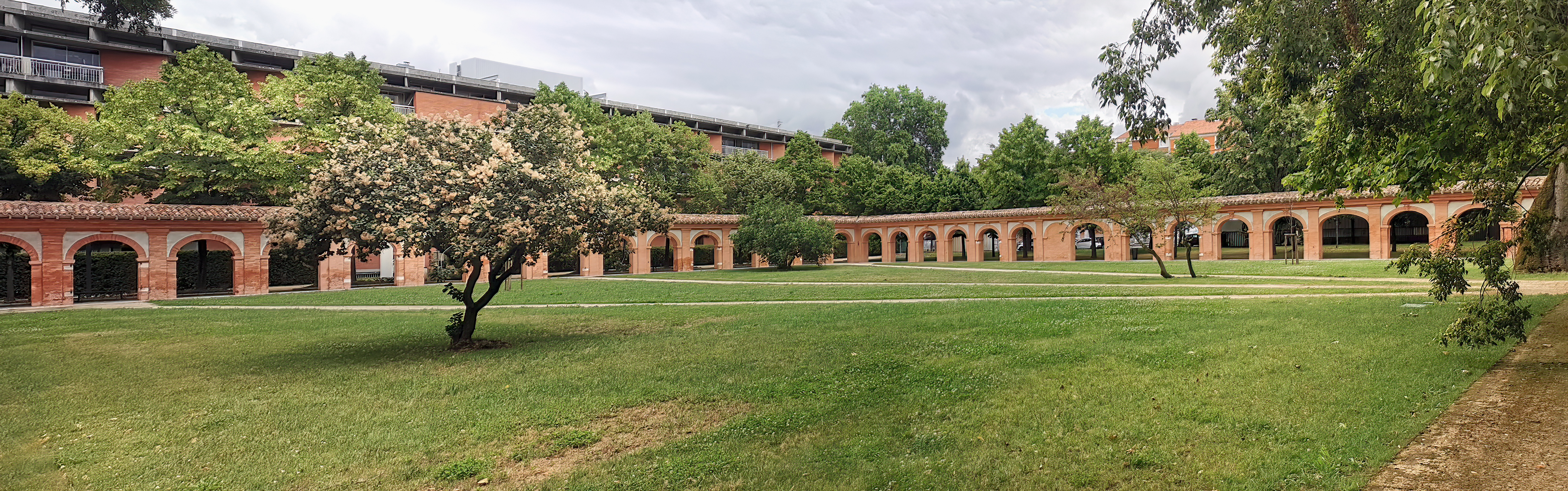
Le cloître restauré en 2019
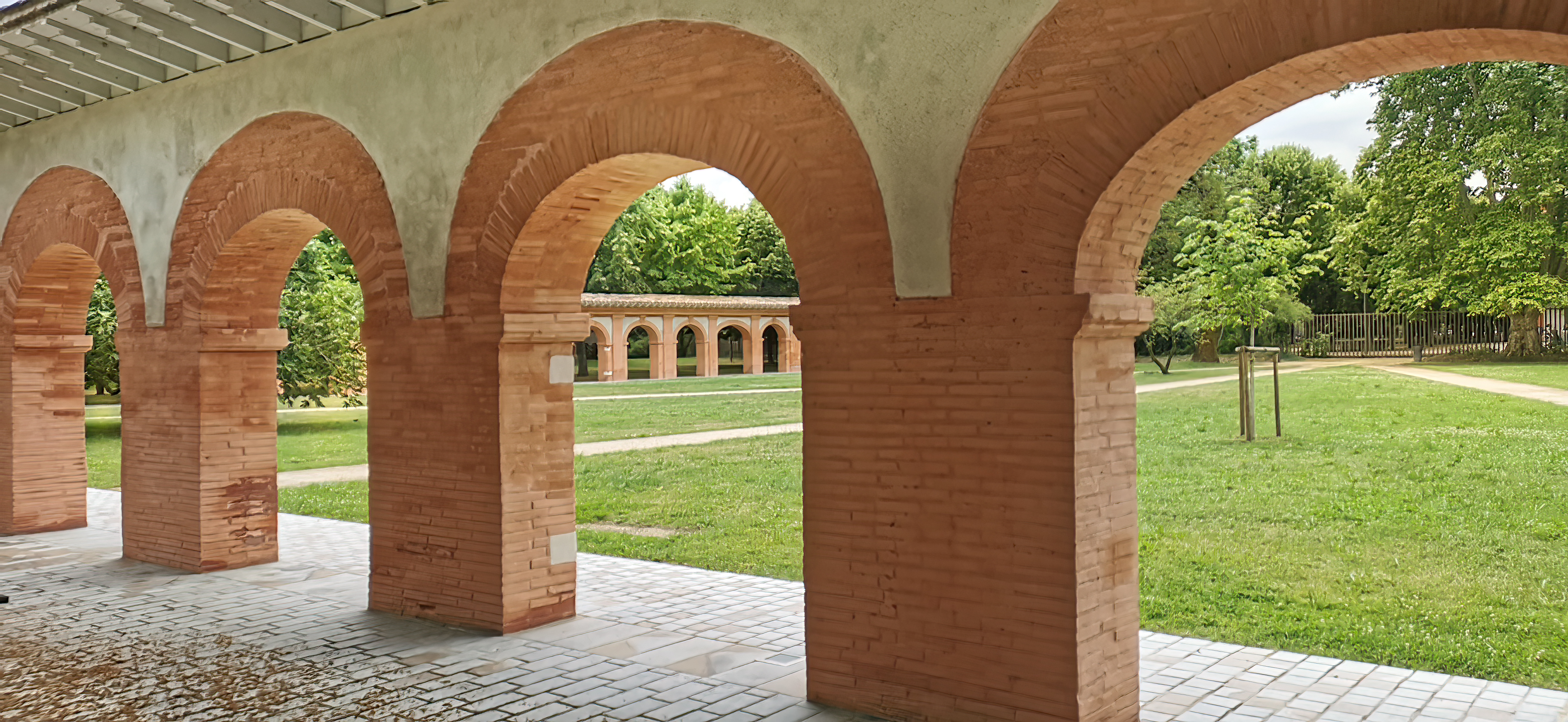
Détail des arcades